# 中華人民共和國世界遺產列表

根據聯合國教科文組織1972年制訂的《保護世界文化和自然遺產公約》，世界遺產是指對全人類有重要文化或自然價值的遺產項目。常見文化遺產包括古蹟（如建築、雕塑、題字）、建築群、遺址（如考古遺址）；自然遺產通常是具備特殊物質和生物價值的自然地貌、地質和自然地理結構（如瀕危動植物棲息地），或在科學、保育、自然美角度極具價值。中华人民共和国在1985年11月22日接受《保護世界文化和自然遺產公約》，該國的自然和文化遺產自此有資格列入《世界遺產名錄》。
中華人民共和國擁有60項世界遺產，在全球排名第二，僅次於擁有61項的意大利，當中絲綢之路：長安—天山廊道的路網是跨國遺產。在這60項世界遺產中，有41項文化遺產，15項自然遺產，另有4項複合遺產。此外，中華人民共和國在預備名單中有60個項目。中華人民共和國首批世界遺產於1987年入選，共有6處。最近一處入選的是西夏陵，於2025年入選。

## 歷史
1985年，中國全國政協委員侯仁之起草並與陽含熙、鄭孝燮和羅哲文另外三位委員聯名向政協第六屆三次會議提交了《我國應儘早參加聯合國教科文組織〈保護世界文化和自然遺產公約〉，並積極爭取參加「世界遺產委員會」，以利於中國重大文化和自然遺產的保存和保護》的提案。11月22日，中國加入《保護世界文化與自然遺產公約》的締約國行列，同日在中國第六届全国人民代表大会常务委员会第十三次會議上經審批後獲批准。
1987年，中國正式加入該公約及開始申報世界遺產的工作，並於同年首批便有6個世界遺產獲成功申報。1991年，中國在締約國第11次大會上中國首次獲選成為世界遺產委員會成員。1992年及1993年，中國在世界遺產委員會上兩次獲選成為副主席。1999年10月29日，中國再度獲選成為世界遺產委員會成員。
2002年，中國國務院授權予國家文物局設立世界遺產處以專責申報、管理和保護世界遺產方面的各項工作。2006年，中國建設部發佈首批中国国家自然遗产、国家自然与文化双遗产预备名录。
至今，中華人民共和國曾四次擔任世界遺產委員會成員，任期分別為1991年—1997年、1999年—2005年、2007年—2011年和2017年—2021年。2004年及2021年的世界遺產委員會會議分別在中華人民共和國的蘇州及福州舉行。

## 當前名錄

### 分佈圖
中華人民共和國世界遺產分佈圖

图例： 文化遗产（长城 明清故宫 明清皇陵 絲綢之路 大运河 土司遗址） 自然遺產（喀斯特 丹霞 新疆天山 候鳥）
自然与文化复合遗产

### 列表

#### 總表
聯合國教科文組織根據十項標準收錄世界遺產，入選項目必須符合至少一項標準，其中第一（i）至六（vi）項為文化遺產，第七（vii）至十（x）項為自然遺產，同時符合文化和自然遺產標準的则称为複合遺產，順序按入選年份排列。文代表文化遺產，自代表自然遺產，自文代表複合遺產。
| 名稱                               | 圖像                                         | 位置                                                           | 入選年份             | 教科文組織數據                       | 簡介 |
| ---------------------------------- | -------------------------------------------- | -------------------------------------------------------------- | -------------------- | ------------------------------------ | --- |
| 泰山                               | 山坡上的長石階                               | 山東省                                                         | 1987年               | 437；i、ii、iii、iv、v、vi、vii 自文 | 泰山是中華人民共和國最著名的聖山，具有非凡的歷史、文化、美學與科學價值。此山早在新石器時代便有人類定居（附近有大汶口遺址），在過去三千年間持續受到崇拜。泰山是一座巨大而壯觀的岩體，占地25,000公頃，海拔1,545公尺，被視為中華人民共和國最美的風景勝地之一，也是自古以來東亞東方文化的重要搖籃。早在西元前219年之前，泰山已是山岳崇拜的重要對象，當時秦始皇以封禪祭祀向神明宣告他統一全中國的功業。山上有12次歷史記載的帝王祭天儀式、約1,800方碑刻與題記，以及22座廟宇，這些共同使泰山成為中華人民共和國最重要的紀念地，也是世界知名的歷史文化寶庫。核心紀念建築「岱廟」藏有西元1009年的道教傑作《泰山神啟蹕迴鑾圖》。山上還有許多古老而重要的樹木。所有建築元素、繪畫、原位雕塑、石刻與古樹皆融入泰山的景觀之中。 |
| 長城                               | 山脊上的長城                                 | 河北省、北京市、甘肅省                                         | 1987年               | 438；i、ii、iii、iv、vi 文           | 長城始建於公元前3世紀，至17世紀持續在中國大陸北方邊境修築，是歷代的重大軍事防禦工程，總長度超過20,000公里。長城東起河北省山海關、西至甘肅省嘉峪關，主體由城牆、馬道、敵樓、牆上庇護所構成，並包含沿線的關隘與堡壘。長城見證了古代中國農耕文明與游牧文明的碰撞交流，為古代深謀遠慮的政治戰略思想與強大軍防力量提供了重要實物證據，更是古代中國卓越軍事建築技術與藝術的典範，作為捍衛國家與人民安全的民族象徵具有無與倫比的意義。 |
| 明清故宫（北京故宫、沈阳故宫）     | 人們站在一座有長屋頂、橙色琉璃瓦的禮儀大殿前 | 北京市、遼寧省                                                 | 1987年 2004年        | 439bis；i、ii、iii、iv 文            | 作為15至20世紀明清兩代的皇家宮殿，北京與瀋陽的明清皇家宮殿是中國晚期封建社會的國家權力中心。位於北京的紫禁城，由明成祖於1406年至1420年間修建，在此後的505年間見證了14位明朝與10位清朝皇帝的登基。瀋陽的皇宮由努爾哈赤於1625年至1637年間為清朝的前身後金所建，1644年清朝定都北京後，該宮殿亦稱「後金宮」或「盛京宮」，直至1911年一直是皇室的行宮與陪都。北京與瀋陽的皇宮分別於1987年與2004年被列入《世界遺產名錄》。 |
| 莫高窟                             | 一座寺廟形狀的多層洞窟入口                   | 甘肅省                                                         | 1987年               | 440；i、ii、iii、iv、v、vi 文        | 鑿刻於大川河崖壁之上的莫高窟，位於甘肅省敦煌綠洲東南，是世界上規模最大、內容最豐富、延續時間最長的佛教藝術寶庫。它始建於366年，展現了4至14世紀佛教藝術的偉大成就。現存492個洞窟，保存了約45,000平方米的壁畫和2,000多身彩塑。作為中國大陸西北地區佛教藝術發展的見證，莫高窟具有無與倫比的歷史價值。敦煌藝術獨特的風格不僅融合了漢族藝術傳統與古印度、犍陀羅國風格的影響，更吸收了突厥、吐蕃等中國少數民族的藝術精華，許多傑作展現了超凡的美學造詣。1990年莫高窟藏經洞的發現，連同其內數萬件寫本與文物，被譽為古代東方文化最偉大的發現。這項重要遺產為研究古代中國與中亞的複合歷史提供了極珍貴的參考依據。 |
| 秦始皇陵及兵马俑坑                 |                                              | 陝西省                                                         | 1987年               | 441；i、iii、iv、vi 文               | 位於陝西省西安東北35公里、驪山北麓的秦始皇陵，是中國歷史上首位統一全國的皇帝——秦始皇的陵墓。陵墓始建於西元前246年，現存封土高51.3米，坐落於南北向的長方形雙重城垣內。陵區面積達56.25平方公里，分佈著近600處遺址，包括舉世聞名的數千件真人大小陶俑、陶馬與青銅戰車兵器陪葬坑近200座，以及陪葬墓群與建築遺址。作為帝王陵寢，其規模為中國歷代之最，具有獨特規制與布局，並擁有大量精美隨葬品。它見證了中國首個統一帝國——秦朝的建立；該王朝於西元前3世紀掌握空前政治、軍事與經濟實力，並推動了帝國社會、文化與藝術水平的發展。 |
| 周口店北京人遺址                   | 考古遺址入口處有一座巨大的北京人雕塑         | 北京市                                                         | 1987年               | 449；iii、vi 文                      | 周口店北京人遺址是位於華北平原的一處更新世古人類遺址。該遺址位於北京西南約42公里處，地處華北平原與燕山山脈的交界處。充足的水源和天然的石灰岩洞穴為早期人類提供了理想的生存環境。目前，該遺址的科學研究工作仍在進行中。迄今為止，科學家已在遺址範圍內的23個地點發現了距今500萬年至1萬年前的人類化石、文化遺存和動物化石。作為亞洲大陸展示人類演化文化序列的重要古人類遺址，周口店在全球範圍內具有重要意義。它不僅是亞洲大陸史前人類社會的獨特見證，更展示了人類演化的過程，對於研究和重建早期人類歷史具有重大價值。 |
| 黃山                               | 多座花崗岩山峰、部分被雲霧遮蓋               | 安徽省                                                         | 1990年               | 547bis；ii、vii、x 自文              | 黃山，常被譽為「中國最美的山嶽」，自8世紀左右的唐朝以來，在中國藝術與文學史上扮演了重要角色。相傳747年，一則傳說描述黃山是尋覓已久的長生不老藥的發現之地。這個傳說賦予了黃山其名，並奠定了它在中國歷史上的地位。黃山以其壯麗的山景吸引隱士、詩人與山水畫家，這些景觀由無數花崗岩峰組成，許多山峰海拔超過1,000公尺，聳立於永恆的雲海之中。約16世紀左右的明代，這片景觀與其眾多奇形怪狀的岩石及古老盤曲的樹木，啟發了極具影響力的「山水畫派」，為世界想像與藝術中的東方景觀提供了根本性的呈現。該遺產位於中華人民共和國安徽省濕潤的亞熱帶季風氣候區，佔地16,060公頃，緩衝區達49,000公頃，其植物多樣性與保護多種地方性或國家特有植物物種亦具有極突出的重要性。 |
| 九寨溝風景名勝區                   | 藍色水池周圍環繞著秋色樹木，池中有樹幹       | 四川省                                                         | 1992年               | 637； vii 自                         | 九寨溝風景名勝區是一處擁有卓越自然美景的保護區，其鋸齒狀的高山聳立於針葉林之上，環繞著如仙境般的景觀。這些景觀包括多種喀斯特地形；該地區實為高山喀斯特水文與研究的「自然博物館」。九寨溝位於四川省北部，佔地72,000公頃，保護了一系列重要的森林生態系統，包括原始林，這些森林為眾多瀕危動植物物種（如大熊貓與羚牛）提供了重要棲息地。九寨溝南部的岷山山脈最高處達4,752公尺，還擁有大量保存完好的第四紀冰川遺跡，具有極高的景觀價值。 |
| 黃龍風景名勝區                     | 森林地區中一系列藍色水的鈣華池               | 四川省                                                         | 1992年               | 638；vii 自                          | 黃龍谷地位於四川省西北部，擁有一系列鈣華湖泊、瀑布、森林和山景，是一處絕佳的自然遺產。其頂部為常年積雪的山峰，海拔從1,700米延伸至5,588米，其中包括中國大陸最東端的冰川。這片面積達60,000公頃的區域位於岷山山脈內，還擁有壯觀的石灰岩地貌和溫泉。其多樣的森林生態系統為許多瀕危動植物提供了棲息地，包括大熊貓和川金絲猴。 |
| 武陵源風景名勝區                   | 植被部分覆蓋的眾多砂岩柱景觀                 | 湖南省                                                         | 1992年               | 640；vii 自                          | 武陵源是高度農業開發區中的自然孤島。這片壯觀的區域位於中華人民共和國湖南省，占地約26,400公頃，以3,000多根狹窄石英砂岩柱為主體，其中許多高度超過200米。巍峨峰巒間分布著溪谷、峽谷、溪流、池塘、瀑布、兩座大型天然橋樑及約40個洞穴。這些洞穴內引人注目的方解石沉積物是其顯著特徵。除了包括參差石峰、茂密植被與清澈湖泊溪流在內的驚人景觀美，該地區還孕育著多種瀕危動植物物種。 |
| 承德避暑山莊及其周圍寺廟           | 山坡上一座紅白相間的寺廟                     | 河北省                                                         | 1994年               | 703；ii、iv 文                       | 承德避暑山莊及其周圍寺廟是中華人民共和國現存規模最大的皇家宮苑與寺廟建築群，總佔地面積達611.2公頃。作為清代皇帝距北京350公里木蘭圍場附近的夏宮，建於1703年至1792年間，是加強邊疆治理的重要基地。每年夏秋季節，康熙、乾隆等清朝皇帝在此處理軍政要務、接見少數民族首領與外國使節，並由此北行舉行木蘭秋獮。這裡見證了清朝諸多重大歷史事件，其遺存物證彰顯了中國統一多民族國家的鞏固與發展。承德避暑山莊及周圍寺廟是中華人民共和國宮殿建築、園林藝術與宗教建築的經典傑作。山莊景觀依自然山水形勢營造，作為中國自然山水宮苑的傑出典範，傳承發展了皇家園林傳統；周圍寺廟融匯漢、蒙、藏建築藝術文化精華，凝結了中國建築發展歷程中多民族文化交融的成就。避暑山莊及周圍寺廟的人造景觀與承德丹霞地貌等特殊自然環境完美融合，其自然和諧的布局是中國傳統風水文化的成功實踐。 |
| 曲阜孔廟、孔林和孔府               | 一座寺廟入口，紅色大門、黃色屋頂             | 山東省                                                         | 1994年               | 704；i、iv、vi 文                    | 公元前6至5世紀偉大哲學家、政治家與教育家孔子的廟宇、陵墓及家族宅邸位於山東省曲阜市。孔廟始建於公元前478年，用以紀念孔子，歷經多次毀壞與重建，現存100餘座建築；孔林包含孔子墓及其10萬餘名後裔的遺骸；孔府從小型宅邸擴建為龐大的貴族府邸，現存152座建築。這組紀念建築群因中國歷代帝王2000餘年來的尊崇，保留了卓越的藝術與歷史特質。 |
| 武當山古建築群                     | 一座中國寺廟，前方有突出的階梯，背景為山丘   | 湖北省                                                         | 1994年               | 705；i、ii、vi 文                    | 這組世俗與宗教建築群的核心宮殿和廟宇，展現了元、明、清三朝的建築與藝術成就。它位於湖北省武當山風景優美的山谷和山坡上，作為一個有組織的建築群建於明朝，其中包含最早可追溯至7世紀的道教建築。它代表了近1000年來中國藝術與建築的最高水準。 |
| 拉薩布達拉宮歷史建築群             | 山坡上的宮殿，白紅相間並有許多窗戶           | 西藏自治區                                                     | 1994年 2000年 2001年 | 707ter；i、iv、vi 文                 | 布達拉宮自7世紀以來作為達賴喇嘛的冬宮，象徵著藏傳佛教及其在西藏傳統行政中的核心地位。這座建築群包括白宮、紅宮及其附屬建築，建於拉薩河谷中心的紅山上，海拔3,700公尺。同樣建於7世紀的大昭寺是一座卓越的佛教建築群。18世紀修建的羅布林卡（達賴喇嘛的夏宮）則是西藏藝術的傑作。這三處遺址的建築之美與原創性、豐富的裝飾以及與壯麗景觀的和諧融合，更增添了其歷史與宗教價值。 |
| 廬山國家公園                       | 雲霧繚繞的樹木覆蓋山峯                       | 江西省                                                         | 1996年               | 778；ii、iii、iv、vi 文              | 廬山位於江西，是中華文明的靈性中心。佛教與道教寺廟、以及儒家學派的標誌性建築，與極其優美的自然景觀和諧相融，眾多傑出大師曾在此講學；這片風景激發了無數藝術家的靈感，他們發展出中華文化中特有的自然美學觀。 |
| 峨眉山—樂山大佛                    | 遊客觀賞一座雕刻在河邊石山上的巨大佛像       | 四川省                                                         | 1996年               | 779；iv、vi、x 自文                  | 中國大陸第一座佛教寺廟建於1世紀，位於四川省峨眉山山頂的美麗環境中。隨著其他寺廟的增建，該地成為佛教最神聖的聖地之一。數世紀以來，文化瑰寶不斷增加，其中最引人注目的是8世紀依山雕鑿而成的樂山大佛，俯瞰三江匯流之處。大佛高71公尺，是世界上最大的佛像。峨眉山還以其極其豐富的植被而聞名，從亞熱帶到亞高山松林應有盡有，其中一些樹木樹齡已超過1000年。 |
| 麗江古城                           | 傳統房屋沿溪而建，以石橋相連                 | 雲南省                                                         | 1997年               | 811bis；ii、iv、v 文                 | 麗江古城位於中華人民共和國雲南省西南部的麗江平原，海拔2400公尺，周圍群山環繞，擁有一系列戰略性關隘。西北方的玉龍雪山是河流與泉水的源頭，滋潤著平原並匯聚成黑龍潭，由此延伸的水道形成運河與渠道網絡，供應整座城鎮。鮮明的城市空間、蓬勃的水系、和諧的建築群、尺度宜人的舒適居所、怡人的環境，以及風格獨特的民間藝術，共同構成人類居住地的卓越典範。 |
| 平遙古城                           | 一座多層的中國式塔樓，人們從下方經過         | 山西省                                                         | 1997年               | 812；ii、iii、iv 文                  | 平遙古城是一座保存完好的中國古代縣級城市。位於山西省中部平遙縣，該遺產包括三部分：平遙城牆內的全部區域、縣城西南6公里處的雙林寺以及縣城東北12公里處的鎮國寺。平遙古城完整保留了14至20世紀中原漢民族縣級城市的歷史風貌。平遙古城始建於14世紀，佔地225公頃，是一個完整的建築群體，包括古城牆、街巷、店鋪、民居和寺廟。平遙古城是明清時期漢族城市的傑出典範，保留了漢族城市的所有特徵，完整呈現了中國歷史上的文化、社會、經濟與宗教發展，對於研究社會形態、經濟結構、軍事防禦、宗教信仰、傳統思想、傳統倫理及民居形式具有極高價值。 |
| 蘇州古典園林                       | 一座中國園林，池塘上有橋，兩側有亭           | 江蘇省                                                         | 1997年 2000年        | 813bis i、ii、iii、iv、v 文          | 蘇州古典園林可追溯至公元前6世紀，當時蘇州作為吳國的首都而建立。受吳國君主建造的皇家狩獵園林啟發，私家園林於公元前4世紀左右開始出現，並在18世紀達到鼎盛。如今仍有50多座園林保存完好，其中九座被視為中國「山水」園林的典範。這些園林在中國傳統山水畫中自由寫意風格的影響下構思與建造，以其精湛工藝、藝術雅緻與豐富文化意涵的深刻融合而聞名。這些園林揭示了古代中國知識分子如何在都市生活環境中，將隱逸文化與美學理念和諧統一。歷代園林大師運用各種技法，巧妙地利用有限的物理空間藝術化地模擬自然。蘇州古典園林僅限於單一宅邸的範圍內，旨在成為自然世界的縮影，融合水、石、植物以及各種具有文學與詩意價值的建築元素。這些精緻的園林見證了當時園林大師高超的技藝。這些獨特設計受自然啟發卻不拘泥於自然概念，對東西方園林藝術的演變產生了深遠影響。這些由建築、假山、書法、家具與裝飾藝術品組成的園林群體，展示了長江三角洲地區至高無上的藝術成就；它們本質上是中華傳統文化內涵的體現。 |
| 北京皇家園林—頤和園                | 湖邊有一座塔，背景有樹木和小船               | 北京市                                                         | 1998年               | 880；i、ii、iii 文                   | 北京的頤和園將眾多傳統廳堂亭閣融入清乾隆帝於1750年至1764年間構思的皇家園林「清漪園」中。以元代都城舊有水库昆明湖與萬壽山為基本框架，頤和園依循中國「天人合一」的哲學，在湖山景觀中整合了政治行政、居住、精神與遊憩功能。該園於1850年代第二次鴉片戰爭期間被毀，後由光緒帝重建供慈禧太后使用並更名為頤和園。雖在1900年義和團運動中再遭破壞，經修復後自1924年起作為公園開放。作為數百年皇家園林設計的集大成者，頤和園對東方園林藝術與文化影響深遠。 |
| 北京皇家祭壇—天壇                  | 一座三層圓形建築，坐落於石製平台上           | 北京市                                                         | 1998年               | 881；i、ii、iii 文                   | 天壇是一組軸向排列的建築群，南側為露天的圜丘壇，其北緊鄰錐形屋頂的皇穹宇。這兩者由一條高架的神道連接至更北側的三層圓形錐頂祈年殿。明清兩朝的皇帝作為人與天界的溝通者，正是在這些場所舉行祭天儀式、祈求五穀豐登。西側為齋宮，是皇帝祭祀後齋戒的場所。整個建築群由雙重圍牆環繞，周圍遍植松柏。內外牆之間西側設有神樂署及犧牲所建築。該建築群共有92座古建築、600餘間殿房，是中國大陸現存最完整的皇家祭祀建築群，也是全球現存規模最大的祭天建築群。 |
| 武夷山                             | 一條河流，兩岸有石頭構造和茂密的森林         | 福建省、江西省                                                 | 1999年               | 911bis；ii、vi、vii、x 自文          | 武夷山是中華人民共和國東南部生物多樣性保護最傑出的地區、也是大量古老孑遺物種的棲息地，其中許多物種為中國大陸特有。九曲溪壯麗峽谷的寧靜美景、以及眾多現已成為廢墟的寺廟與修道院，為宋明理學的發展與傳播提供了環境；自11世紀以來，宋明理學對東亞文化產生了深遠影響。西元前1世紀，漢代皇帝在附近的城村建造了一座大型行政都城，其巨大的城牆圍繞著一處極具重要性的考古遺址。 |
| 大足石刻                           | 幾尊大型佛教雕像雕刻在山坡上，背景被塗色。   | 重慶市                                                         | 1999年               | 912；i、ii、iii 文                   | 重慶大足區陡峭的山坡上，分佈着五組非凡的9至13世紀石刻群。規模最大的北山石刻包含兩組沿懸崖而刻的造像群，崖面高7至10公尺、延綿約300公尺。逾萬尊雕刻完成於9世紀末至12世紀中葉，主題涵蓋密宗與道教。題記為歷史、宗教信仰、年代判定及歷史人物考證提供了珍貴線索。這些石刻以規模宏大、美學價值卓越、題材豐富多元及保存完好著稱。作為9至13世紀中國石窟藝術最高水平的代表，大足石刻不僅彰顯佛教、道教與儒教在中國的和諧共存，更為石窟藝術日益反映世俗生活提供了實物佐證。遺產區內大量雕刻與文獻史料，見證了該時期中國石窟藝術與宗教信仰的重大變革與發展。 |
| 青城山—都江堰                      | 中國寺廟入口，裝飾華麗的門樓                 | 四川省                                                         | 2000年               | 1001；ii、iv、vi 文                  | 都江堰灌溉系統位於成都平原西部、四川盆地與青藏高原交界處，是一項始建於約公元前256年的生態工程壯舉。該系統在唐、宋、元、明時期經過擴建改良，利用自然地形與水文特徵，無需築壩即可解決灌溉引水、排沙、防洪與流量控制等問題。該系統在防洪、灌溉、航運與民生用水方面產生綜效，歷經2,250餘年發展，現灌溉面積達66萬8,700公頃。青城山雄踞都江堰灌溉系統南側的成都平原，因公元142年張陵在此創立道教而成為中國歷史名山。晉唐時期陸續修建的宮觀所傳道教教義，體現了道教文化多數核心元素。17世紀時，此山再度成為道教思想與精神中心。 |
| 皖南古村落—西遞、宏村              | 水邊的一排住宅建築                           | 安徽省                                                         | 2000年               | 1002；iii、iv、v 文                  | 西遞和宏村是兩個傳統村落，位於安徽省南部黃山市黟縣，以商業活動為主要收入來源、以家族和宗族為基礎的社會組織，並以其地域文化聞名。整體佈局、景觀、建築形式、裝飾和建造技術都保留了14至20世紀間安徽村落的原始特色。這兩座村落深受前現代安徽省傳統文化的影響，由成功返鄉的官員或商人所建，逐漸發展成為中國傳統村落建設的典範。西遞四面環山，沿三條東西走向的溪流而建，並在村南的回元橋匯合。宏村則坐落於山腳下，鄰近一條形成兩處水池的溪流。其特色在於富有韻律的空間變化與寧靜的巷弄；水源來自如畫的園林，整體體現了人與自然共存、統一與和諧的追求。安徽建築獨特精緻的風格以素雅色調呈現，山牆飾以精美雕刻，室內擺設充滿品味。嚴格的父權制度與溫和真摯的民俗，反映了封建社會中特別尊崇儒學與理學的士大夫文化理念。這些存世的村落擁有600多年的歷史，具有科學、文化與美學價值，是研究地域歷史與文化的豐富資源。 |
| 龍門石窟                           | 大型佛教石雕像，刻於崖壁上                   | 河南省                                                         | 2000年               | 1003；i、ii、iii 文                  | 龍門石窟位於河南省古都洛陽以南的伊河兩岸，在長達1公里的陡峭石灰岩崖壁上開鑿了2300多個洞窟和佛龕。這些洞窟內有近11萬尊佛教石雕像、60多座佛塔以及2800多塊碑刻題記。洛陽曾是北魏晚期與唐朝初年的都城，而石窟最密集的開鑿時期從5世紀末持續至8世紀中葉。最早開鑿於5世紀末至6世紀初的西山洞窟包括古陽洞與賓陽三洞，均供奉大型佛像。藥方洞內刻有140則治療各種疾病的藥方銘文。該洞窟的雕刻工程持續了150餘年，展現了藝術風格的演變。7至8世紀唐代佛教洞窟中的雕塑風格——尤其是奉先寺洞的巨型造像，是皇家石窟寺藝術最完整的代表典範，曾被各地藝術家模仿。這兩種雕塑藝術風格對中國乃至世界產生深遠影響，並為其他亞洲國家的雕塑藝術發展作出重要貢獻。 |
| 明清皇家陵寢                       | 一條石徑通往陵墓                             | 北京市、河北省、湖北省、江蘇省、遼寧省                         | 2000年 2003年 2004年 | 1004ter；i、ii、iii、iv、vi 文       | 明清皇家陵寢建於1368年至1915年間，包含2000年列入《世界遺產名錄》的明顯陵與清東陵、清西陵；2003年擴增的明孝陵與明十三陵；以及2004年增列的遼寧盛京三陵（均屬清朝，含清永陵、清福陵與清昭陵）。明清皇家陵寢依據風水原理精心選址，坐落於極具考究的地形環境中，由眾多傳統建築設計與裝飾的建築群組成。陵墓佈局遵循中國等級制度，設有神道並排列石像生，既滿足持續舉行的皇家儀式需求，亦供亡靈通行。這些陵寢彰顯明清統治者五百年來對營造宏偉陵墓的高度重視，不僅反映對來世的普遍信仰，更體現了權威的宣示。朱元璋作為明朝開國君主，其明孝陵打破既往規制，確立了後續北京明清陵寢的基本格局。遼寧盛京三陵均建於17世紀，用於安葬清朝開國皇帝及其祖先，融合了前朝傳承的漢族陵寢傳統與滿族文明的新特徵。明清皇家陵寢是人類創造力的傑作，其與自然的有機融合，成為14至20世紀中國最後兩個封建王朝文化與建築傳統的獨特見證。這些陵寢是漢滿文明建築藝術交融的精品，其選址、規劃與設計既體現風水學中「天人合一」的哲學思想與社會等級規範，亦展現了中國古代社會後期盛行的宇宙觀與權力觀。 |
| 雲岡石窟                           | 雕刻在石崖上的佛教雕像                       | 山西省                                                         | 2001年               | 1039；i、ii、iii、iv 文              | 宏偉的雲岡佛教石窟開鑿於5世紀中葉至6世紀初。這些石窟包含252個洞窟和壁龕、51,000尊雕像，雕刻面積達18,000平方米，代表了中國佛教石窟藝術的傑出成就。由曇曜主持開鑿的「曇曜五窟」是中國藝術第一個高峰期的經典傑作，其佈局與設計嚴謹統一。由於石窟的建造源自皇室敕令，因此反映了北魏時期佛教信仰在中國與國家意志的結合。雲岡石窟雖受南亞與中亞佛教石窟藝術影響，卻也以鮮明的中國特色與本土精神詮釋了佛教石窟藝術，因而在早期東方佛教石窟中佔據極重要地位，並對中國與東亞的佛教石窟藝術產生深遠影響。 |
| 雲南三江併流保護區                 | 森林覆蓋的群山間狹窄的河流峽谷               | 雲南省                                                         | 2003年               | 1083bis；vii、viii、ix、x 自         | 雲南三江併流保護區位於中華人民共和國雲南省西北部山區，是由15個保護區組成的自然系列遺產，分佈於八個集群。該遺產展現了極其多樣化的景觀，包括深切河谷、茂密森林、巍峨雪山、冰川、高山喀斯特、紅色砂岩地貌（丹霞）、湖泊以及遼闊草甸。這片170萬公頃的區域涵蓋了亞洲三大江河——長江（金沙江）、湄公河與怒江的上游段，三江在此近乎平行地由北向南奔流，穿行於深達3000米的陡峭峽谷中，兩側聳立著海拔逾6000米的冰川覆蓋山峰。該遺產橫跨橫斷山脈主體區域，這條山脈構成了喜馬拉雅山脈東端向中南半島延伸的巨大弧形地帶。作為全球三大生物地理區域的交匯地，此處是中國大陸生物多樣性的核心地帶，亦可能是溫帶區域中生物多樣性最豐富的地區。 |
| 高句麗王城、王陵及貴族墓葬         | 一座大型圓形石墓                             | 吉林省、遼寧省                                                 | 2004年               | 1135；i、ii、iii、iv、v 文           | 該遺址包含3座城市與40座墓葬的考古遺存：五女山城、國內城以及丸都山城；其中14座為帝王陵墓，26座為貴族墓葬。所有遺存均屬於高句麗文化，該文化得名於西元前277年至西元668年間統治中國大陸東北部與朝鮮半島北半部的王朝。五女山城目前僅部分發掘。國內城位於現代集安市城區內，在高句麗首都遷至平壤後扮演「陪都」角色。丸都山城作為高句麗王國都城之一，留存大量遺跡，包括一座大型宮殿及37座墓葬。部分墓葬展現出卓越的建築巧思，其精緻墓頂設計無需立柱即可覆蓋寬闊空間，並能承受上方石塚或土塚的巨大重量。 |
| 澳門歷史城區                       | 一座教堂的遺址，正面立面保存較為完好         | 澳門特別行政區                                                 | 2005年               | 1110；ii、iii、iv、vi 文             | 澳門作為中華人民共和國領土上國際貿易發展中具有戰略重要性的繁榮港口，於16世紀中葉成為葡萄牙殖民地，並於1999年回歸祖國。該遺產由22座主要建築和公共空間組成，清晰展現了這座古老貿易港口城市的結構。憑藉其歷史街區、住宅、宗教及公共建築中的葡式與中式建築，澳門歷史城區為東西方美學、文化、宗教、建築與技術影響的交融提供了獨特見證。它基於國際貿易的活力，見證了中國與西方世界最早且最持久的相遇。作為中西門戶，澳門在世界貿易中扮演戰略角色。不同民族與傳教士共同定居於這複雜海貿網絡的樞紐，帶來了宗教文化影響，體現於外來建築類型的引入，其中許多至今仍在使用。澳門獨特的多元文化特質，體現於並存於城中的中西建築遺產，甚至單一建築設計中亦常見此動態——如西式建築融入中式設計元素（聖保祿學院遺址巴洛克風格立面以漢字作裝飾），反之亦然。典型歐洲港口城市特徵亦見於居留地的城市肌理結構：公共廣場融入狹窄蜿蜒街道兩側密集地塊，同時積累了其他葡萄牙居留地的經驗（如連接港口與舊城堡的「直街」概念）。遺產與海景的視覺聯繫，反映了澳門作為貿易港口的起源；沿用數世紀至今仍運作的內港更強化了此特徵。歷史相遇的無形影響滲透於當地人生活中，體現於宗教、教育、醫療、慈善、語言與飲食。歷史城區的核心價值不僅在於其建築、城市結構、居民或習俗，而是這一切的複合體。東西方文化沉積的共存及其活態傳統，定義了歷史城區的本質。 |
| 殷墟                               | 石臺上的大型青銅器複製品                     | 河南省                                                         | 2006年               | 1114；ii、iii、iv、vi 文             | 位於中國大陸中部河南省安陽西北洹河兩岸的殷墟考古遺址，年代可追溯至西元前1300年，由宮殿宗廟區與王陵區兩大區域組成，總佔地414公頃，外圍緩衝區達720公頃。殷墟透過歷史文獻、甲骨卜辭及考古發掘證實為中國歷史上首座都城遺址。商朝第20位君王盤庚約於西元前1300年將都城自奄遷至殷（今安陽小屯村一帶），建立長期穩定的都城。該都城歷經255年，創造了燦爛輝煌的殷商文明，其歷史、藝術與科學價值皆彌足珍貴。殷墟為中國最早具備文明要素的遺址，包含80餘座夯土房基、宗廟與祭壇，外圍設有兼具防洪功能的防禦壕溝。宮殿區內眾多窖穴出土的甲骨刻辭，被視為漢字體系最早的確證。地勢較高的王陵區包含埋有車馬與人牲的祭祀坑，隨葬品涵蓋紋飾精美的青銅禮器、玉器、骨雕及陶器。作為中國早期最重要的都城遺址之一，其規劃佈局對後世中國都城的建設發展影響深遠。殷墟王陵區是中國大陸最早的大型王室陵墓群，為中國帝王陵寢制度的濫觴；甲骨文是中國現存最成熟的早期文字系統，為商朝歷史提供實證，將中國信史向前推進近千年；殷墟遺址展現了商代晚期的社會生活，反映包括青銅鑄造與曆法系統在內高度發展的科學技術與建築工藝。 |
| 四川大熊貓棲息地                   | 一隻大熊貓幼崽                               | 四川省                                                         | 2006年               | 1213；x 自                           | 此地主要因其對大熊貓保育的重要性而聞名。大熊貓被中華人民共和國視為「國寶」，也是全球保育行動的標誌性物種。該遺產地是中華人民共和國乃至全球現存最大、最關鍵的連續性大熊貓棲息地，同時也是建立該物種圈養繁殖族群最重要的來源。除大熊貓外，此遺產地還擁有大量特有及受威脅的動植物物種，包括其他標誌性哺乳動物如小熊貓、雪豹與雲豹等。此地亦是某些鳥類分類群的重要特有中心，記錄了365種鳥類，其中300種為本地繁殖。然而，該遺產地尤其以植物多樣性著稱，作為全球溫帶地區植物最豐富的區域之一，記錄約5,000至6,000種物種，包括珙桐等孑遺物種，以及木蘭、竹子、杜鵑與蘭花等類群的顯著多樣性。此地更是數百種傳統藥用植物的重要來源與基因庫，其中許多現正面臨威脅。此項遺產位於中華人民共和國四川省東南部的邛崍山與夾金山脈間，介於成都平原與青藏高原之間，涵蓋四個地級行政區內的七個自然保護區與十一處風景名勝區，總面積達924,500公頃，外圍另設527,100公頃緩衝區。 |
| 開平碉樓與村落                     | 田野旁的數座碉樓                             | 廣東省                                                         | 2007年               | 1112；ii、iii、iv 文                 | 開平碉樓與村落以碉樓群為特色，這些多層防禦性民居展現了中西結構與裝飾風格的複合與華麗交融。它們見證了19世紀末至20世紀初，開平市移民在南亞、澳大拉西亞及北美多國發展中的重要角色。該遺產包含四組碉樓群，其中20座最具象徵意義者列入名錄。碉樓分三類：由多戶共建、用於臨時避難的眾樓；富戶獨建、兼具防禦與居住功能的居樓；以及更樓。這些以石材、夯土、磚塊或混凝土建造的建築，彰顯了中西建築風格自信而複雜的融合。碉樓與周邊景觀保持和諧，標誌着始於明朝為抵禦盜匪而形成的本土建築傳統的最終輝煌。 |
| 中國南方喀斯特                     | 錐形山脈前方有一條河流                       | 雲南省、貴州省、重慶市、廣西壯族自治區                         | 2007年 2014年        | 1248bis；vii、viii 自                | 中國大陸南方廣闊的喀斯特地區面積約55萬平方公里。這片喀斯特地貌隨地勢從雲貴高原（平均海拔2100米）向東延伸700公里至廣西盆地（平均海拔110米），逐漸下降約2000米，呈現出明顯的地貌過渡特徵。該地區被公認為全球濕熱帶與亞熱帶喀斯特地貌的典型代表。中國南方喀斯特世界遺產是由四個省份的七大喀斯特片區組成的系列遺產，總面積97,125公頃，緩衝區176,228公頃。該遺產分兩個階段列入名錄，保護了多種壯觀而獨特的大陸喀斯特景觀，包括峰林、石林與峰叢等地貌，以及天坑、桌山和峽谷等其他喀斯特現象，同時涵蓋眾多擁有豐富洞穴沉積物的大型洞穴系統。其喀斯特特徵與地貌多樣性被公認為世界頂尖，可視為全球三種喀斯特地貌的標準範例。區域內自然植被保存完好，季節性景觀變化更強化了其突出的美學價值。這項遺產涵蓋了從高原到平原最具科學意義與代表性的中國南方喀斯特地貌序列，展現了全球最卓越的濕熱帶至亞熱帶喀斯特景觀，是地球偉大地貌的重要組成部分。它與鄰國（如越南）同類世界遺產形成互補，共同展示喀斯特地貌的多樣性。 |
| 福建土樓                           | 數座大型圓形建築，俯拍照                     | 福建省                                                         | 2008年               | 1113；iii、iv、v 文                  | 福建土樓由46座建築組成，這些建築建於15至20世紀之間，分佈在福建省西南部120公里的範圍內。土樓坐落於稻田、茶園和煙草田間，是一種土製房屋。這些樓高數層，採用向內環繞的圓形或方形平面設計，每座可容納多達800人居住。它們以防禦為目的建造，圍繞著中央的開放庭院，僅設一個入口，且二樓以上才對外開窗。土樓作為整個家族的居所，功能相當於村莊單位，被稱為「家族的迷你王國」或「熱鬧的小城市」。其特徵是高聳的加固泥牆，頂部覆蓋著瓦片屋簷，簷寬大。最精緻的結構可追溯至17世紀和18世紀。建築內部按家族垂直劃分，每戶在每層擁有兩到三個房間。與樸素的外觀形成對比，土樓內部以舒適為設計重點，且常裝飾華麗。它們被列為建築傳統與功能的典範，展現了一種特殊的群居生活和防禦組織形式，並以其與環境的和諧關係，成為人類聚居地的傑出代表。 |
| 三清山國家公園                     | 部分被樹木覆蓋的花崗岩地貌                   | 江西省                                                         | 2008年               | 1292；vii 自                         | 三清山國家公園位於江西省東北部懷玉山脈西端，面積22,950公頃，以其絕佳的景觀品質著稱。該地區以密集分布的奇特造型石峰為特色，擁有48座花崗岩峰林與89根花崗岩柱，多數形似人獸輪廓。海拔1,817公尺的懷玉山自然景觀因花崗岩地貌與植被、特殊氣象條件相互映襯更顯壯麗——雲彩暈染光環、雨霧折射白虹，形成瞬息萬變的震撼景致。此區域受亞熱帶季風與海洋性氣候複合影響，在周邊亞熱帶環境中形成溫帶森林島嶼，並擁有茂密林相、眾多瀑布（部分高達60公尺）、湖泊及湧泉。 |
| 五臺山                             | 靠近水體的紅色牆壁寺廟建築                   | 山西省                                                         | 2009年               | 1279；ii、iii、iv、vi 文             | 五臺山因其五座平坦的山峰而成為中國大陸四大佛教聖山之一，被視為全球文殊菩薩信仰的中心。其五十三座寺院包括佛光寺東大殿——擁有等身泥塑像、現存最高等級的唐代木構建築，以及明代殊像寺內以五百「懸塑」呈現的佛教故事立體山水畫。這些寺廟與山景密不可分，其高峰終年積雪、松柏楊柳成林、草原豐美，至少自唐代以來便有藝術家歌詠此景。兩千年的寺院建設形成一部佛教建築發展史，展現其對中國大陸及亞洲部分地區宮殿建築的深遠影響。自北魏時期起千年內，九位皇帝十八次朝聖禮佛，並立碑銘記。由帝王開創的朝拜五峰傳統至今延續不衰，加之皇室與學者匯集的龐大藏書，使五臺山寺院仍是佛教文化的重要寶庫，吸引亞洲各地信徒。 |
| 登封「天地之中」歷史古跡           | 一座紅牆寺廟，前方有石獅雕像                 | 河南省                                                         | 2010年               | 1305rev；iii、vi 文                  | 登封作為中國早期都城之一，數世紀以來被視為「天地之中」的象徵，被認為是唯一能進行精確天文觀測的地點。嵩山被視為「天地之中」的自然具現，歷代帝王通過祭祀嵩山來強化皇權。這三種概念在某種程度上相互交融：天文學意義上的「天地之中」被用作建立世俗權力之都的吉地；而作為「天地之中」自然象徵的嵩山，則成為強化世俗權力的神聖儀式中心。登封周邊建築在興建時皆代表當時最高建築水準，其中多數由帝王敕建，進一步強化了該地區的影響力。申遺區域內部分遺址與嵩山密切相關；觀星台明確與「天地之中」的天文觀測活動關聯，其餘建築則因「天地之中」的崇高地位而興建於此。 |
| 中國丹霞                           | 一系列部分覆蓋植被的石柱                     | 湖南省、廣東省、福建省、江西省、浙江省、貴州省                 | 2010年               | 1335；vii、viii 自                   | 中國丹霞是由六個組成部分組成的系列遺產，分佈於中國大陸東南部亞熱帶地區，形成一個約1700公里、從西部的貴州省延伸至東部的浙江省的弧形地帶。中國丹霞是中華人民共和國對發育於陸相紅色碎屑岩層、受內生力量（包括構造抬升）和外生力量（包括風化作用和侵蝕作用）共同作用而形成的景觀的稱謂。其特徵為壯觀的紅色陡崖和多種侵蝕地貌，包括獨特的天然石柱、石塔、峽谷、峽谷和瀑布。其形成過程具有特定的岩石序列、構造背景、氣候條件、侵蝕過程和地貌特徵，這些過程被視為一個階段性模型。由於內生與外生力量的複合作用及其他因素，丹霞地貌自新近紀以來持續在紅色沉積序列中發育。這六個組成部分代表了從「侵蝕最輕微」到「侵蝕最嚴重」的丹霞地貌中最典型的案例，展現了該現象的不同面向，並說明了與其形成力量及過程相關的多種地貌，以及一系列相關景觀。 |
| 杭州西湖文化景觀                   | 夜色中的湖泊與亭閣                           | 浙江省                                                         | 2011年               | 1334；ii、iii、vi 文                 | 西湖三面環繞「雲霧繚繞的群山」，第四面則緊鄰杭州城。自唐朝以來，其美景便備受文人墨客讚頌。為增添景致，湖中島嶼、堤道及山麓經人工「修飾」，增建大量寺廟、佛塔、亭臺、園林與觀賞樹木，與耕作景觀融為一體。西湖的主要人工元素——兩條堤道與三座島嶼，源自9至12世紀反覆的疏浚工程。自南宋起，十處富有詩意的景點被確立為體現理想化經典景觀的代表，展現人與自然的完美融合。西湖是文化景觀的典範，清晰體現了唐宋文人闡述的中國山水美學理念，其設計對中國乃至海外園林影響深遠，各地湖泊與堤道皆仿效西湖的和諧之美。西湖的核心要素至今仍能激發人們「寄情山水」，這座廣闊景觀園林的視覺邊界明確界定，從杭州城眺望可延伸至周圍山脊線。 |
| 澄江化石地                         | 線蟲化石                                     | 雲南省                                                         | 2012年               | 1388；viii 自                        | 澄江化石地位於中華人民共和國雲南省，保存了極具重要意義的化石。該地的岩石與化石呈現了地球在5.3億年前寒武紀早期生命快速多樣化的卓越且異常完整的記錄。在這段地質學上短暫的時期內，幾乎所有主要動物類群均起源於此。澄江化石地多樣的地質證據展示了保存品質極高的化石，並完整記錄了早期寒武紀的海洋群落。它是複合海洋生態系統最早的記錄之一，為理解早期寒武紀群落結構提供了獨特的窗口。 |
| 元上都遺址                         | 人們行走在草原景觀中建築遺址周圍的木製步道上 | 內蒙古自治區                                                   | 2012年               | 1389；ii、iii、iv、vi 文             | 元上都遺址是文化融合的草原都城典型見證，展現了北亞遊牧文明與農耕文明的衝突與相互吸收。它位於蒙古高原東南邊緣，曾是忽必烈的首座都城，後為元朝夏都。城址及相關墓葬群坐落於草原，依中國傳統風水原則確立南北軸線，背山面水。自此，忽必烈的鐵騎統一了中國農耕文明，並部分吸收了後者文化，同時將元帝國疆域擴展至整個北亞。元上都的規劃獨具特色：皇城與宮城部分被外城環繞，保留著遊牧營地遺跡與皇家獵場，成為此種文化複合的典範。為保護都城而興建的大型水利工程遺存，可見於鐵幡竿渠遺址。作為忽必烈崛起之地、宗教辯論場所及啟發無數世紀外國旅人筆下的傳奇所在，此地享譽全球，亦是藏傳佛教向外弘揚的起點。 |
| 新疆天山                           | 高聳的雪山前有一座小湖泊                     | 新疆維吾爾自治區                                               | 2013年               | 1414； vii、ix 自                    | 新疆天山是一處系列遺產，由四個組成部分構成，總面積606,833公頃，緩衝區總面積491,103公頃。這四個組成部分分佈於新疆天山1,760公里的範圍內，這是一個被中亞沙漠包圍的溫帶乾旱區。該遺產具有突出的景觀價值和許多極致的自然特徵——從紅色岩層峽谷到高峰和冰川，再到美麗的濕地、草甸和草原。這些特徵的視覺衝擊因山區與廣闊的中亞沙漠之間，以及乾燥的南坡與更為濕潤的北坡之間的鮮明對比而更加突出。新疆天山也是溫帶乾旱區生物和生態持續演化過程的傑出範例。垂直植被分佈、南北坡的顯著差異以及植物多樣性，都說明了帕米爾高原的生物和生態演化。新疆天山擁有突出的生物多樣性，是孑遺物種、眾多稀有和瀕危物種以及特有物種的重要棲息地。它提供了原始溫暖濕潤植物區系逐漸被現代旱生地中海植物區系替代的絕佳範例。 |
| 紅河哈尼梯田文化景觀               | 雲南山坡上的梯田                             | 雲南省                                                         | 2013年               | 1111；iii、v 文                      | 紅河哈尼梯田文化景觀位於中華人民共和國雲南南部，佔地16,603公頃。其特色是由高聳的哀牢山山坡延伸至紅河岸邊的壯觀梯田。過去1,300年間，哈尼族發展出一套複雜的渠道系統，將森林覆蓋的山頂水源引入梯田，並建立了一套整合水牛、黃牛、鴨、魚、鰻的複合農耕系統，以支持當地主要作物紅米生產。居民崇拜太陽、月亮、山脈、河流、森林及火等自然現象。他們居住於82個坐落於山頂森林與梯田之間的村落，村中可見傳統茅草「蘑菇屋」。梯田的韌性土地管理系統，基於悠久獨特的社會與宗教結構，展現了人與環境在視覺與生態上的非凡和諧。 |
| 絲綢之路：長安—天山廊道的路網*     | 一座沙色的大型佛塔                           | 河南省、陝西省、甘肅省、新疆維吾爾自治區                       | 2014年               | 1442；ii、iii、v、vi 文              | 該遺產是絲綢之路網絡中長達5,000公里的一段，從漢唐時期中國的中心都城長安及洛陽延伸至中亞的七河地區。它形成於公元前2世紀至公元1世紀之間，並一直使用到16世紀，連接了多種文明，促進了貿易、宗教信仰、科學知識、技術創新、文化實踐和藝術等領域的深遠交流。路網中包含的33個組成部分包括各個帝國和汗國的首都與宮殿建築群、貿易聚落、佛教石窟寺、古道、驛站、關隘、烽火臺、長城段落、防禦工事、墓葬及宗教建築。 |
| 大運河                             | 石橋橫跨運河                                 | 北京市、天津市、河北省、山東省、江蘇省、浙江省、安徽省、河南省 | 2014年               | 1443bis；i、iii、iv、vi 文           | 大運河在中國大陸東北及華東平原形成龐大的內陸水系網絡，橫跨當今八個省份。運河北起首都北京，南至浙江省。始建於公元前5世紀，至7世紀首次被規劃為帝國統一的交通命脈。此後歷經大規模工程，成為工業革命前世界規模最龐大、體系最複雜的土木工程集群。經各朝代修繕維護，成為帝國內陸交通的核心樞紐。其長期運營仰賴漕運制度——該帝國壟斷體系負責糧食與戰略物資運輸、徵稅及交通管制，不僅保障民生糧食供給，更實現疆域統一治理與軍隊調遣。13世紀時運河達到新高峰，形成總長逾2000公里的人工水道網絡，串聯黃河、長江等中國大陸五大重要流域。時至今日仍為重要內陸航道，對歷代中國經濟繁榮與社會穩定貢獻卓著。 |
| 土司遺址                           | 山腰上的石砌堡壘                             | 湖南省、湖北省、貴州省                                         | 2015年               | 1474；ii、iii 文                     | 分佈於中國大陸西南山區的土司遺址，是13至20世紀初期中央政權任命世襲統治者「土司」管理邊疆少數民族的制度見證。該行政制度旨在實現國家統一管理的同時，保留少數民族的習俗與生活方式。系列遺產包含老司城遺址、唐崖土司城址與海龍屯三處遺址：老司城遺址與海龍屯考古遺存代表最高等級土司治所；唐崖土司遺址的牌坊、衙署區、城牆、排水系統及墓葬群則反映次級土司轄區特徵。這些遺存融合地方民族與中原特色，展現價值觀交流，既印證中國古代治理智慧，亦與現存少數民族文化傳統保持關聯。 |
| 左江花山岩畫文化景觀               | 紅色岩畫描繪儀式活動中的人形                 | 廣西壯族自治區                                                 | 2016年               | 1508；iii、vi 文                     | 這些分佈於中國大陸西南邊境陡峭崖壁上的38處岩畫遺址，生動展現了駱越人的生活與祭祀場景。其創作年代約為公元前5世紀至公元2世紀。在周邊喀斯特、河流與高原構成的自然景觀中，岩畫描繪的儀式被解讀為反映曾盛行於中國大陸南方的銅鼓文化。此文化景觀是該文化現存唯一的實物遺存。 |
| 湖北神農架                         | 山景與森林及一些房屋                         | 湖北省、重慶市                                                 | 2016年               | 1509bis；ix、x 自                    | 湖北神農架位於中華人民共和國湖北省的神農架林區與巴東縣。神農架地處中國大陸東部平原丘陵地區與中部山區的生態過渡帶，同時位於氣候過渡區，氣候從亞熱帶轉變為暖溫帶，是南北冷暖氣團交匯並受副熱帶高壓影響的區域。該項目面積79,624公頃，由兩部分組成：西部較大的神農頂／巴東區域與東部較小的老君山區域，外圍設有45,390公頃的緩衝區。湖北神農架包含11種植被類型，以海拔梯度多樣性為特徵。神農架地區被視為中國大陸三大特有植物中心之一，其地理過渡位置塑造了生物多樣性、生態系統與生物演化。湖北神農架展現了全球矚目的物種豐富度與特有性。神農架長期具重要科學價值，其山區在植物研究史上地位顯赫。此地在植物學領域享有特殊地位，曾是19至20世紀國際知名植物採集考察的目標。1884年至1889年間，此地記錄逾500個新物種。神農架亦是全球多種物種的模式標本產地。 |
| 青海可可西里                       | 高海拔高原，植被稀疏，背景為山脈             | 青海省                                                         | 2017年               | 1540；vii、x 自                      | 青海可可西里位於遼闊的青藏高原東北角，這裡是世界上最大、最高且最年輕的高原。該遺產地面積達3,735,632公頃，緩衝區為2,290,904公頃，涵蓋廣袤的高山與草原系統，海拔超過4,500公尺。可可西里被稱為世界「第三極」，擁有嚴寒的高原氣候，全年平均氣溫在零度以下，最低氣溫偶爾可達-45°C。由於持續的地質形成過程，該遺產地包含青藏高原上大片的夷平面與盆地，是高原上湖泊最集中的區域，展現了高海拔地區湖泊盆地與內陸湖景觀的非凡多樣性。這片荒涼無人、彷彿時間凍結的野性地景，以其遼闊的視野與震撼的視覺衝擊，同時呈現了不斷變化的地貌與生態系統。遺產地獨特的地理構造與氣候條件孕育了同樣獨特的生物多樣性。超過三分之一的植物物種及依賴它們生存的草食性哺乳動物均為高原特有種，整體而言更有60%的哺乳動物物種為高原特有種。可可西里湖盆周圍的寒冷高山草原與草甸，是高原各地藏羚羊族群的主要產犢地，並支撐著關鍵的遷徙模式。該遺產地包含一條從三江源至可可西里的完整遷徙路線。儘管需穿越青藏公路與鐵路，這條路線仍是當今已知藏羚羊遷徙路線中保護最完善的一條。由於地處偏遠與嚴酷氣候，該地免受現代人類活動與開發的影響，同時維持了與自然保護共存的傳統放牧制度。然而，這世界「第三極」似乎正遭受全球氣候變化的衝擊，表現為異常升溫與降水模式的改變。其生態系統與地理景觀對此類變化極度敏感，需控制外部威脅以使生態系統適應環境變遷。  |
| 鼓浪嶼：歷史國際社區               | 俯瞰中西風格交融的建築群                     | 福建省                                                         | 2017年               | 1541；ii、vi 文                      | 鼓浪嶼位於九龍江入海口，與廈門市隔600米寬的鷺江海峽相望。隨着1843年廈門開埠、1903年鼓浪嶼成為國際社區，這座位於中國大陸東南沿海的島嶼驟然成為中外交流的重要窗口。其遺產展現了由931棟本土與國際建築風格交融的歷史建築、自然景觀、歷史道路網絡與園林組成的複合型近代社區特質。通過本地居民、歸國華僑與多國僑民的共同努力，鼓浪嶼發展成兼具卓越文化多樣性與現代生活品質的國際社區，不僅是活躍於東亞與東南亞的華僑精英理想居所，更是19世紀中葉至20世紀中葉現代居住理念的典範。鼓浪嶼是文化交融的傑出範例，這種交融體現在數十年間不斷整合多元文化元素而形成的有機城市肌理中。各種風格影響融合的最顯著見證，是島上出現的鼓浪嶼近代建築群。 |
| 梵淨山                             | 雲霧中的山脈                                 | 貴州省                                                         | 2018年               | 1559；x 自                           | 梵淨山位於中國大陸西南部，總面積40,275公頃，被37,239公頃的緩衝區包圍。梵淨山地處季風氣候區，是周邊及更遠地區的重要水源地，約有20條河流溪澗匯入烏江與沅江水系，二者最終均注入長江。最高峰鳳凰山海拔2,570公尺，遺產區內海拔高差超過2,000公尺，形成三大垂直植被帶：常綠闊葉林、常綠落葉闊葉複合林以及落葉闊葉林與針葉灌叢複合林。梵淨山是喀斯特地貌中的變質岩「孤島」，保存了許多起源於6,500萬至200萬年前第三紀的古老動植物孑遺物種。其獨特的地質與氣候特徵塑造了孤島型植物群落，導致高度特有現象，共計46種地方特有植物、4種特有脊椎動物及245種特有無脊椎動物。最著名的特有物種為梵淨山冷杉與黔金絲猴，二者均僅分布於此。三種水青岡屬植物構成亞熱帶地區最大原生山毛櫸林的主體。遺產區內已記錄3,724種植物，佔中國大陸植物總數的13%，苔蘚植物異常豐富，且為中國大陸裸子植物分布中心之一。無脊椎動物多樣性極高，達2,317種，另有450種脊椎動物。 |
| 良渚古城遺址                       | 現代保護棚下的古城牆遺址                     | 浙江省                                                         | 2019年               | 1592；iii、iv 文                     | 良渚古城遺址是環太湖地區早期區域性權力與信仰的中心，位於中國大陸東南沿海長江流域天目山東部平原的河網交錯地帶。該遺產由四個區域組成：瑤山遺址區、谷口高壩區、平原低壩-山前長堤區，以及古城遺址區。良渚古城遺址展現了中國新石器時代晚期以稻作農業為經濟基礎、具有社會分化與統一信仰體系的早期區域性國家。通過包括建於約西元前3300-2300年的古城遺址、功能複雜的週邊水利系統、社會等級分明的墓地（含祭壇），以及以象徵信仰體系的系列玉器為代表的出土文物，加之其年代之早，該遺產彰顯了長江流域對中華文明起源的重大貢獻。此外，都城的格局與功能分區，連同良渚文化的聚落特徵及外城臺地，強力支撐了遺產的價值。 |
| 中國黃（渤）海候鳥棲息地           | 一隻長著黑色長喙的水鳥                       | 河北省、江蘇省、遼寧省、山東省、上海市                         | 2019年 2024年        | 1606bis；x 自                        | 此項目通過分階段提名程序的第一階段（2019年）和第二階段（2024年）列入，位於世界上最大的潮間帶濕地系統之一，也是生物多樣性最豐富的地區之一。該遺產位於黃海生態區，為沿著東亞-澳大利西亞遷飛區遷徙的鳥類提供了關鍵棲息地，其濕地在南北遷徙過程中發揮著獨特的生態功能，是不可或缺的中途停歇地和補給站。黃海和渤海灣是數百萬遷徙水鳥的瓶頸地帶——超過東亞-澳大利西亞遷飛路線總遷徙量的10%。因此，該遺產是東亞-澳大利西亞遷飛路線上不可替代且不可或缺的樞紐，這條遷飛路線不僅涵蓋黃海周邊的中國大陸、朝鮮民主主義人民共和國和大韓民國，還橫跨從北極到東南亞和澳大利西亞的約22個國家。該沿海地區的全球重要性可通過多個拉姆薩爾濕地證明，其中一些濕地與遺產組成部分完全或部分重疊。因此，該遺產是體現候鳥作為共享自然遺產的全球典範。遺產的12個組成部分位於中國大陸黃海沿岸（包括渤海灣），總面積289,710.94公頃，緩衝區面積117,502.10公頃。鑒於人類活動已改變該地區許多潮間帶濕地，需要採取有效措施遏制主要威脅並恢復關鍵候鳥棲息地，同時需要進一步推動國家及跨國系列提名和擴展以強化遺產完整性。 |
| 泉州：宋元中國的世界海洋商貿中心   | 從高空俯瞰城市景觀，包含一座帶有亭子的池塘   | 福建省                                                         | 2021年               | 1561rev；iv 文                       | 位於中國大陸東南沿海的系列遺產「泉州：宋元中國的世界海洋商貿中心」，以獨特方式展現了10至14世紀期間，泉州作為東亞與東南亞貿易網絡的海上樞紐，其結合生產、運輸與銷售的空間結構，以及促成其蓬勃發展的關鍵制度、社會與文化因素。宋元泉州商貿體系以河海交匯處的城市為核心，東南面朝海洋連接世界，西北遠倚山脈提供生產資源，並透過水陸交通網絡將一切緊密相連。該遺產的組成要素包括行政建築遺址、宗教建築與造像、文化紀念場址、陶瓷與冶鐵生產遺址，以及由橋樑、碼頭與導航塔組成的交通網絡，全面體現了宋元泉州獨特的海疆地域、社會文化與貿易結構。 |
| 普洱景邁山古茶林文化景觀           | 古茶林                                       | 雲南省                                                         | 2023年               | 1665；iii、v 文                      | 景邁山古茶林文化景觀位於中國大陸西南部雲南省普洱市惠民鎮，是一處歷經千年演進的有機演變型文化景觀，由古茶園、現代茶園、森林及傳統村落組成的複合系統。該土地利用體系由布朗族與傣族人民依循10世紀傳承至今的傳統實踐所發展，其獨特的林下古茶樹栽培技術，是適應山地生態系統與亞熱帶季風氣候的特殊條件，並結合當地原住民族群維持的特定治理體系所形成的生產方式。以相信茶園、當地動植物中存在特殊神靈的「茶祖信仰」為核心的傳統儀典與節慶活動構成了此文化傳統的根基。 |
| 巴丹吉林沙漠—沙山湖泊群            | 沙漠景觀，沙丘與小湖泊                       | 內蒙古自治區                                                   | 2024年               | 1638；vii、viii 自                   | 該遺產面積726,291.41公頃，緩衝區891,114.36公頃。巴丹吉林沙漠位於中國大陸西北部極乾旱溫帶荒漠區的阿拉善高原，是中國大陸第三大沙漠，擁有不可替代的湖泊與沙丘複合沙漠地貌。其特徵為高密度的巨型沙丘（包括世界最高的固定沙丘）、眾多丘間湖泊，以及多樣的風蝕地貌。巨型沙丘形成起伏的地景，其中最高沙丘相對高度達460公尺。作為沙質沙漠與沙海，巴丹吉林孕育豐富的植物與以夜行性為主的動物群落。湖泊多為鹽湖且色彩紛呈，為蠕蟲、軟體動物、甲殼類及部分魚類提供了優良棲地。由於地理位置與地質背景，該遺產深受氣候變遷與青藏高原持續構造抬升影響。其沙漠形成過程仍在進行，因此該地及其遺存為長期氣候變化與沙漠形成過程提供了研究視窗。遺產的規模與完整性對理解其持續演化至關重要。憑藉巨量沙丘、多樣的風蝕景觀及獨特湖泊系統，該遺產具有突出的美學價值。 |
| 北京中軸線：中國理想都城秩序的傑作 | 從高空俯瞰城市的景觀，包含多座歷史建築       | 北京市                                                         | 2024年               | 1714；iii、vi 文                     | 北京中軸線由北至南貫穿歷史悠久的北京城核心區域，由昔日皇家宮殿與園林、祭祀建築、古城管理設施、禮制與公共建築以及中軸線道路遺跡構成。該軸線見證了城市演變歷程，展現中國歷代王朝制度與都市規劃傳統。其選址、佈局、城市格局與設計體現了古代典籍《考工記》所載的理想都城典範。中軸線始建於1271年至1368年的元朝，當時首都大都的規劃對應現今軸線北段；現存建築群還包含1368年至1644年明朝興建、1636年至1912年清朝改建的歷史建築。 |
| 西夏陵                             | 沙漠地區的磚石陵墓遺址                       | 寧夏回族自治區                                                 | 2025年               | 1736；ii、iii 文                     | 西夏陵是西夏王朝（1038—1227年）帝王的皇家陵墓。位於寧夏回族自治區銀川市西郊約35公里處的賀蘭山東麓，是規模最大、等級最高、保存最完整代表西夏文明的歷史文化遺產。這些陵墓建於11至13世紀之間，西接賀蘭山、東臨銀川平原與黃河，地勢西高東低。西夏陵佔地約50平方公里，包括9座帝王陵、254座陪葬墓、1處大型建築群遺址及10餘座磚瓦窯址。帝王陵沿賀蘭山東麓由北向南排列，整個宏偉的陵區如一條狹長的南北向綬帶延伸。這些陵墓坐落於連綿賀蘭山前遼闊的戈壁沙漠中，通過宏偉的布局、層疊的墓牆、高聳的塔樓及多樣的陵墓建築，訴說著西夏王朝獨特的歷史氛圍與民族特色。眾多出土隨葬品及碑刻、石像、建築構件等遺存文物造型生動、紋飾獨特，具有鮮活的游牧特徵。 |

#### 分省統計
截至2025年7月，中华人民共和国各省级行政区的世界遗产如下表所示。法定省份中，尚没有世界遗产的省级行政区共有4个，包括黑龙江省、海南省、台湾省（未实际统治）、香港特别行政区。
| 省级             | 独有遗产                                                                             | 共有遗产 | 合计 |
| ---------------- | ------------------------------------------------------------------------------------ | --- | ---- |
| 北京市           | 周口店北京人遗址 北京皇家园林—颐和园 北京皇家祭坛—天坛 北京中轴线                    | 长城（八达岭） 北京及沈阳的明清皇家宫殿（北京故宫） 明清皇家陵寝（明十三陵） 大运河（通惠河）                                                               | 8    |
| 天津市           | —                                                                                    | 大运河（北运河） | 1    |
| 河北省           | 承德避暑山庄及其周围寺庙                                                             | 长城（山海关） 明清皇家陵寝（清东陵、清西陵） 大运河（南运河） 中国黄（渤）海候鸟栖息地（南大港）                                                           | 5    |
| 山西省           | 平遥古城 云冈石窟 五台山                                                             | — | 3    |
| 内蒙古自治区     | 元上都遗址 巴丹吉林沙漠                                                              | — | 2    |
| 辽宁省           | —                                                                                    | 北京及沈阳的明清皇家宫殿（沈阳故宫） 明清皇家陵寝（盛京三陵） 高句丽王城、王陵及贵族墓葬（五女山城） 中国黄（渤）海候鸟栖息地（大洋河-二道沟、九头山-蛇岛） | 4    |
| 吉林省           | —                                                                                    | 高句丽王城、王陵及贵族墓葬（国内城、丸都山城、王陵及贵族墓葬）                                                                                              | 1    |
| 上海市           | —                                                                                    | 中国黄（渤）海候鸟栖息地（崇明东滩） | 1    |
| 江苏省           | 苏州古典园林                                                                         | 明清皇家陵寝（明孝陵） 大运河（中运河、淮扬运河、江南运河） 中国黄（渤）海候鸟栖息地（盐城南部、盐城北部）                                                  | 4    |
| 浙江省           | 杭州西湖文化景观 良渚古城遗址                                                        | 中国丹霞（江郎山） 大运河（江南运河、浙东运河） | 4    |
| 安徽省           | 黄山 皖南古村落—西递、宏村                                                           | 大运河（通济渠） | 3    |
| 福建省           | 福建土楼 鼓浪屿：国际历史社区 泉州：宋元中国的世界海洋商贸中心                       | 武夷山（主体） 中国丹霞（泰宁） | 5    |
| 江西省           | 庐山国家级风景名胜区 三清山国家级风景名胜区                                          | 武夷山（江西武夷山） 中国丹霞（龙虎山） | 4    |
| 山东省           | 泰山 曲阜孔庙、孔林和孔府                                                            | 大运河（南运河、会通河、中运河） 中国黄（渤）海候鸟栖息地（黄河口-大汶流）                                                                                  | 4    |
| 河南省           | 龙门石窟 殷墟 登封“天地之中”历史建筑群                                               | 大运河（永济渠、通济渠） 丝绸之路：长安—天山廊道的路网（汉魏洛阳城遗址、隋唐洛阳城定鼎门遗址、新安汉函谷关遗址、崤函古道石壕段遗址）                        | 5    |
| 湖北省           | 武当山古建筑群                                                                       | 明清皇家陵寝（明显陵） 土司遗址（唐崖） 湖北神农架（主体）                                                                                                  | 4    |
| 湖南省           | 武陵源风景名胜区                                                                     | 中国丹霞（崀山） 土司遗址（老司城） | 3    |
| 广东省           | 开平碉楼与村落                                                                       | 中国丹霞（丹霞山） | 2    |
| 广西壮族自治区   | 左江花山岩画文化景观                                                                 | 中国南方喀斯特（桂林、环江） | 2    |
| 重庆市           | 大足石刻                                                                             | 中国南方喀斯特（武隆、金佛山） 湖北神农架（重慶五里坡） | 3    |
| 四川省           | 九寨沟风景名胜区 黄龙风景名胜区 峨眉山—乐山大佛 青城山—都江堰 四川大熊猫栖息地       | — | 5    |
| 贵州省           | 梵净山                                                                               | 中国南方喀斯特（荔波、施秉） 中国丹霞（赤水） 土司遗址（海龙屯）                                                                                            | 4    |
| 云南省           | 丽江古城 云南三江并流保护区 澄江化石地 红河哈尼梯田文化景观 普洱景迈山古茶林文化景观 | 中国南方喀斯特（石林） | 6    |
| 西藏自治区       | 拉萨布达拉宫历史建筑群                                                               | — | 1    |
| 陕西省           | 秦始皇陵及兵马俑坑                                                                   | 丝绸之路：长安—天山廊道的路网（汉长安城未央宫遗址、唐长安城大明宫遗址、彬县大佛寺石窟、大雁塔、小雁塔、兴教寺塔、张骞墓）                                   | 2    |
| 甘肃省           | 莫高窟                                                                               | 长城（嘉峪关） 丝绸之路：长安—天山廊道的路网（锁阳城遗址、悬泉置遗址、玉门关遗址、炳灵寺石窟、麦积山石窟）                                                  | 3    |
| 青海省           | 青海可可西里                                                                         | — | 1    |
| 宁夏回族自治区   | 西夏陵                                                                               | — | 1    |
| 新疆维吾尔自治区 | 新疆天山                                                                             | 丝绸之路：长安—天山廊道的路网（高昌故城、交河故城、北庭故城遗址、克孜尔尕哈烽燧、克孜尔石窟、苏巴什佛寺遗址）                                               | 2    |
| 澳門特別行政區   | 澳门历史城区                                                                         | — | 1    |

## 預備名單

### 分布圖
图例：文化遗产（晉陝古居 白酒 丝绸之路 明清城牆  遼代木構 紅山文化）   自然遗产  自然与文化复合遗产（四嶽 太行山）

### 列表
除了已入選項目外，接受《保護世界文化和自然遺產公約》的成員國還可以把遺產項目列入預備名單，任何遺產在提名《世界遺產名錄》前都必須入選預備名單。截至2025年，中華人民共和國的預備名單共有60個項目。文代表文化遺產，自代表自然遺產，自文代表複合遺產。
| 名稱                                                                                           | 圖像                                                 | 位置                                                                                             | 入選年份 | 教科文組織基準                     | 簡介 |
| ---------------------------------------------------------------------------------------------- | ---------------------------------------------------- | ------------------------------------------------------------------------------------------------ | -------- | ---------------------------------- | --- |
| 東寨港自然保護區                                                                               | 紅樹林景觀                                           | 海南省                                                                                           | 1996年   | 自                                 | 東寨港自然保護區位於海南省瓊山縣，面積2,500公頃，海岸線總長逾50公里。因1605年大地震形成，港灣曲折多汊，灘緩水闊，潮溝發達。漲潮時灘沒溝滿，退潮後淺灘露現、形成眾多淺水窪。紅樹林沿著海岸灘涂生長，陸地紅土來自風化玄武岩，林下鹽漬土pH值最低3.78、最高8.17，底層多為細沙軟泥。保護區內有六條河流及多條直通海口的河道。雨季颱風挾帶暴雨沖刷大量細沙與有機質入港，形成沼澤淤積。此處風平浪淺，極適紅樹林生長。此處於1986年7月獲國務院批准為國家級自然保護區。作為中華人民共和國首個紅樹林保護區，當局不僅有效保護原有林帶，更開展人工造林，促進紅樹林發展。保護區實行責任制管理，並加強公眾教育與法規宣傳，在縣政府支持下與周邊鄉村成立聯合護林隊。建區後已開展植物資源調查、物候觀測、立地條件造林試驗、紅樹林生態系統變化等研究並取得成果。 |
| 揚子鱷自然保護區                                                                               | 一隻揚子鱷在地面上                                   | 安徽省                                                                                           | 1996年   | 自                                 | 揚子鱷分佈於長江下游，是中國大陸特有的野生動物。作為短吻鱷科中淡水鱷的一種，揚子鱷已有2億年歷史。現存該科物種全球僅存兩種：一為中國大陸的揚子鱷，另一為北美洲密西西比河的美國短吻鱷。性情溫順且對人無害的揚子鱷被列為世界珍稀動物。根據實地調查，其現僅分佈於安徽省南部及鄰省浙江省部分地區，總數約500隻。由於其在動物演化史與學術研究上具重要意義，1973年聯合國將其列為全球重點保護野生動物，中外生物學家亦高度重視其保護工作。中華人民共和國政府將其列為一級保護動物，安徽省人民政府遂於1982年建立揚子鱷自然保護區以拯救此瀕危物種。該保護區涵蓋安徽省南陵縣、涇縣、宣城市、郎溪縣、廣德市五縣市，管理機構總部設於宣城地區林業局，最高主管單位為安徽省林業廳。1986年7月經中華人民共和國國務院批准升格為國家級自然保護區。保護區內有水陽江、青弋江、漳河三條互通並注入長江的河流，周邊湖塘溝渠密佈、食物豐富且人為干擾少，構成揚子鱷理想棲地。該物種多棲息於海拔低於100公尺的丘陵地穴，土壤含沙量高且鬆軟。揚子鱷能依環境條件調節體溫與代謝速率，每年10月底至翌年4月中旬為冬眠期。保護區建立後，管理人員透過會議、廣播、公告及宣傳欄等多種方式提升居民保護意識，近年獵殺事件已大幅減少。為加強物種拯救，中華人民共和國林業部與安徽省人民政府於1982年共建「安徽省揚子鱷繁殖研究中心」，開展人工養殖、繁殖研究及資源恢復工作，並探討人鱷共生關係。該中心佔地100公頃，設孵化室、繁殖池及飼養塘，經多年研究已掌握揚子鱷生長繁殖規律與人工飼養技術，孵化率與成活率逐年提升。 |
| 鄱陽自然保護區                                                                                 |                                                      | 江西省                                                                                           | 1996年   | 自                                 | 鄱陽湖位於江西北部，是中國大陸最大的淡水湖，地處長江中下游南岸。鄱陽湖素有「魚米之鄉」的美譽，以其豐富的水產資源和周圍肥沃土地上的繁茂作物，被譽為長江流域的「明珠」。湖區屬亞熱帶溫暖濕潤氣候，陽光充足、降水豐沛、無霜期長。每年4月至6月汛期，湖面大幅擴張，形成浩瀚無垠的藍色水域；冬春季枯水期，水位退落，湖區遍佈季節性小湖與大片沼澤。豐富的自然資源為鳥類提供了理想棲息地，每年吸引數以萬計的候鳥越冬，使鄱陽湖成為全球最著名的候鳥保護區之一。1983年6月，江西省人民政府在候鳥主要越冬地——鄱陽湖西部設立「鄱陽湖候鳥保護區」並成立管理機構。該保護區以永修縣吳城鎮為中心，包含九個季節性湖泊沼澤，總面積22,400公頃。保護區內有鳥類150種，其中多種為全球保護的珍稀物種。鄱陽湖候鳥保護區曾接待國際鶴類基金會、國際自然保護聯盟、世界自然基金會香港分會及日本、瑞典、西班牙等國專家學者，被譽為「天堂」與「新發現的金礦」。延綿數公里的鶴群更被讚為中國大陸「第二長城」。該保護區的建立不僅為候鳥保護與濕地科研創造了有利條件，亦推動了公眾愛鳥護鳥意識。 |
| 桂林灕江風景區                                                                                 | 喀斯特錐峰與河流景觀                                 | 廣西壯族自治區                                                                                   | 1996年   | 自                                 | 桂林灕江風景區總面積兩千平方公里，涵蓋桂林市全境、陽朔縣及臨桂、靈川、永福縣部分區域。該風景區及其自然資源屬國家所有，1982年被國務院列為首批國家級風景名勝區，現由桂林灕江風景名勝區管理委員會管轄。桂林地貌可分為四類，其中以溶蝕地貌為主體，即峰林平原與孤峰平原為主要特徵；其次為溶蝕殘丘與緩坡丘陵地貌；第三為侵蝕脊谷地貌；第四為堆積階地地貌。桂林石山以石灰岩為主，由海洋生物化學沉積構成，經長期風化水蝕形成如今孤峰簇聚、形態各異的壯麗喀斯特洞穴景觀。灕江發源於貓兒山，自大溶江匯合口至平樂段稱灕江，流經桂林、陽朔，全長116公里，上游流域面積2860平方公里。桂林風景區歷史悠久，早在七八千年前已有母系氏族公社先民在此生活。西元前214年，秦始皇下令開鑿靈渠，連通湘江與灕江水系，並設置桂林郡。至宋代，桂林已以「山水甲天下」聞名全國。桂林以奇山秀水著稱，主要由五大景區組成，境內有157座岩峰、21處主要喀斯特洞穴及數百小型洞穴。靜謐的灕江及其支流蜿蜒於孤峰怪石間，構成絕美景觀，蘆笛岩與七星岩尤為著名。風景區內文物古蹟豐富，存有兩千餘處摩崖石刻，包括秦代靈渠、秦漢古嚴關遺址、明清王城等。距桂林市70公里範圍內的華坪原始林區，是「植物活化石」銀杉的棲息地。桂林市人民政府已制定風景區保護規劃，中央與地方政府每年撥專款用於該區域的開發與保護。 |
| 西藏雅隆                                                                                       | 一座白色石頭建造、頂部為黃色的宮殿，俯瞰著荒蕪的山谷 | 西藏自治區                                                                                       | 2001年   | 自文                               | 雅隆地區是藏文化的發源地，涵蓋雅魯藏布江中游河谷及其支流，擁有壯麗的高山、冰川、湖泊與河谷景觀。作為藏族先民最早的聚居地，這裡保存了新石器時代遺址、西藏第一座宮殿雍布拉康、首座佛寺桑耶寺，以及獨特的宗谿制度遺存，見證了藏族從部落社會到農奴制的演變。該地區不僅是藏傳佛教的起源地，也是藏文、藏戲、天文曆法和醫學的搖籃，其自然與文化景觀完美融合，展現了青藏高原獨特的文明發展歷程。 |
| 長江三峽風景名勝區                                                                             | 陡峭峽谷中的河流                                     | 湖北省、重慶市                                                                                   | 2001年   | 自文                               | 長江三峽是中華人民共和國首批國家重點風景名勝區，橫跨湖北與重慶，全長193公里，以雄奇的瞿塘峽、秀麗的巫峽和險峻的西陵峽聞名。景區融合壯麗自然景觀與深厚人文底蘊，兼具觀光、探險、考古及科研價值，1985年入選「中國十大風景名勝」。地質上，三峽經歷多次構造運動，形成喀斯特地貌、溶洞、險灘等獨特景觀。生物多樣性豐富，擁有金絲猴、中華鱘等珍稀物種及珙桐等保護植物。歷史文化可追溯至200多萬年前，大溪文化遺址、懸棺葬及屈原、王昭君等名人遺跡更添人文魅力，歷代文人墨客在此留下大量詩畫名篇。 |
| 金佛山風景區                                                                                   | 喀斯特地貌景觀，山巒峭壁與森林交織                   | 重慶市                                                                                           | 2001年   | vii、viii、ix 自                   | 金佛山是國家重點風景名勝區及國家森林公園，總山地面積1300平方公里，其中保護區552平方公里、風景區441平方公里。主峰風吹嶺海拔2251米，為大婁山脈最高峰。金佛山是巴蜀四大名山之一，以雄、奇、古、幽、綠的景觀意境著稱，是一座體量龐大的山嶽植被型風景區。金佛山屬典型石灰岩喀斯特地貌與新華夏構造體系，除缺失震旦系外，其地質構造可展現完整地史歷程，堪稱地質構造上的獨特景觀。全山呈山原台地結構，山勢雄偉、地形險峻、高差懸殊；台地以上地勢較緩，具雲貴高原之地貌特徵。山體周邊為延伸約60公里、相對高差200-300米的懸崖絕壁，孤峰奇石與飛瀑流泉不計其數，散佈的峽谷溝壑共同構成金佛山獨特景觀。金佛山地處北亞熱帶，因第四紀冰河時期與山岳冰川未受北方大陸冰川直接侵蝕，成為古植物避難所，特有植物與珍稀植物極豐富，如被譽為「活化石」的銀杉現存約2000株；水杉、珙桐等植物亦分布廣泛。全山共有300科5000餘種植物。金佛山擁有廣袤原始植被，原始生態保存完好，森林面積達10萬公頃，海拔1400米以上森林覆蓋率超90%。此處有6700公頃方竹林與30餘種高山杜鵑遍佈山野、次第綻放。在全球原生態遭嚴重破壞的大環境下，這片「孤島綠洲」愈顯珍貴。金佛山現存動物523種113亞種，極大豐富了山區生物多樣性。金佛山喀斯特洞穴系統眾多，其中山原型洞穴以空間宏大、海拔高、形成年代久遠為特徵。洞穴彼此連通，經簡單處理可形成全長17公里的地下交通網絡：金佛洞面積約9萬平方米，存大型地下硝礦遺址；古佛洞面積4.6萬平方米，可容納至少10萬人。這些洞穴形成於20萬年前，部分更早達35萬年前。 |
| 天坑地縫景區                                                                                   | 山區中的大型天坑                                     | 重慶市                                                                                           | 2001年   | vii、viii、ix 自                   | 此項目屬七曜山脈，其大地構造位於新華夏構造體系中武陵山-雪峰山褶皺帶西緣、川鄂湘黔隆起褶皺帶的延伸部分，構造線方向為東北-西南向。該區域為典型的淺-中切割台地峰叢窪地地貌，出露地層為三疊系下統嘉陵江組中厚層灰岩，夾少量薄層灰岩，並由西南向東北呈三級階梯狀逐漸抬升。小寨天坑-天井峽地縫的岩溶水文地質系統由上遊寬谷、中游峽谷與地縫、下遊地下河及天窗漏斗組成，系統流域面積230平方公里，首尾高差1700公尺，全長約37公里。天井峽谷自赤古槽乾谷南端轉為地下河，流經小寨天坑後止於迷宮河出口，全長7.026公里，坡降0.046，此為該水文地質系統下遊段。該景區屬中亞熱帶溫暖濕潤東南季風氣候區，因地勢抬升與地表總體配置影響，垂直氣候變化顯著，山地主體氣候分明且降水充沛，使中北亞熱帶與中溫帶動植物得以繁衍生息。經考證，景區內現有224科1285種植物，植被覆蓋率高達80%以上；動物資源包括國家一級保護動物、15種二級保護動物及14種三級保護動物。因特殊地理形態，此處棲息諸多特有野生動物。 |
| 華山景區                                                                                       | 部分被樹木覆蓋的山峰與一些遊客                       | 陝西省                                                                                           | 2001年   | 自文                               | 華山自古被譽為「天下第一險山」，以陡峭的花崗岩絕壁、崎嶇懸崖與深邃峽谷聞名。其登山步道險峻異常，蜿蜒攀升至海拔兩千英尺的狹窄岩脊。這片險峻地貌反而孕育了豐富的生態系統，被道教視為「財山」——傳統中以物種多寡衡量福澤，因而華山千百年來被尊為自然豐饒的聖地。作為中國大陸五嶽之一的「西嶽」，華山融合絕美景觀與深厚人文底蘊。傳說中神仙在此施法、帝王在此祭天、道教祖師在此留下宗教遺產。山體佔地204平方公里，由148平方公里核心景區與56平方公里緩衝區構成，五座主峰形似蓮花，最高南峰海拔2160米。其地質構造可追溯至距今7000萬年前的中生代花崗岩，並保留30億年來從太古代晚期至今的地殼演變證據，東側斷層帶更揭示了山體抬升與渭河盆地沉降的地貌成因。華山生態系統保存完整，植被因海拔落差呈典型垂直分布，涵蓋1200種植物，其中5種為特有種、14種為準特有種，國家一級保護植物2種、二級17種，另有474種藥用植物與90餘種變異品種。動物資源同樣豐富，記錄有204種脊椎動物，包括123種珍稀物種，以及學術價值極高的中華虎鳳蝶華山亞種。文化層面上，華山是華夏文明發源地之一，自春秋戰國起便是帝王祭祀要地，秦始皇更欽定為國家祭壇。現存7處史前遺址、8處夏商周秦漢遺跡，其中魏長城遺址比秦長城早145年。山區內有300餘方碑刻、570處摩崖題記，165年鐫刻的〈華山廟碑〉被譽為漢隸第一品。道教史上，華山是五大嶽中唯一純道教聖地，1800年前東漢末年即有道教活動。北宋陳摶在此創立內丹學派，當代中國道教協會會長閔智亭亦於此修行。全山散布72處道教洞窟與21處宮觀遺址，玉泉院、鎮嶽宮、東道院名列全國重點宮觀。華山派作為全真道支派，在此形成獨特宗教體系。 |
| 雁蕩山                                                                                         | 山景與石柱形成                                       | 浙江省                                                                                           | 2001年   | 自文                               | 雁蕩山素有「天下奇秀」之稱，歷史悠久，是中華人民共和國首批國家級風景名勝區。其核心區域面積達186平方公里，以極具美學與科學價值的自然景觀為基礎，融合自然與歷史文明，形成能充分滿足遊客審美追求的空間複合體。這裏集奇特秀美的自然景觀、全球突出的科學價值與深厚的山水文化於一體，堪稱和諧典範。雁蕩山主峰海拔1056米，是自然塑造的白堊紀復活破火山立體模型，更是流紋岩的天然博物館。從地質學角度看，它記錄了大陸邊緣岩漿活動與深部地質演化過程，是西太平洋亞洲大陸邊緣巨型火山帶中最具代表性的古破火山。氣候上，雁蕩山屬中亞熱帶海洋性季風氣候，光熱充沛、雨熱同期，年均溫約17.5℃、濕度77%，年降水量逾1700毫米。區域內涵蓋森林、淡水與海洋三大生態系統，植被地理分區明顯處於熱帶向亞熱帶、華東向華南的過渡帶，以中亞熱帶常綠闊葉林為主。從低丘到灘塗的多樣生境孕育了豐富物種，使雁蕩山既是自然勝景，更是生物多樣性關鍵區——這裏劃分了南亞熱帶與中亞熱帶植物區系，過渡特徵顯著。僅此小區域內便有種子植物160科1248種。作為傳統名山，雁蕩山以鮮明而多元的美學特質著稱，其形象美涵蓋雄、奇、險、秀、幽、玄、曠等，尤以「奇」為最。186平方公里內地形複雜、景觀密集，整體觀之極具審美價值。流紋岩奇峰、疊嶂、洞穴、瀑布與深潭的組合變幻莫測，燕尾瀑之壯、龍湫峰之險、明玉溪之幽、靈岩之玄，皆令人震撼。水景類型更囊括溪、泉、澗、潭、瀑、河、湖、沼至海域，層次豐富。文化層面，雁蕩山的開發始於7世紀唐代，13世紀宋代達鼎盛，千年積澱深厚。宋代「十八古刹」聞名遐邇，後經山道修築與寺廟重修，文人墨客題詠不絕，明清時期持續發展。眾多詩人、畫家受其宏大奇景啟迪，留下大量作品。 |
| 楠溪江                                                                                         | 河流與岩石景觀                                       | 浙江省                                                                                           | 2001年   | 自文                               | 楠溪江，全長145公里、呈樹狀水系，是甌江下游最大的北向支流。其流域東臨雁蕩山、西靠括蒼山，兩山脈皆呈現南高北低之勢，山體岩層主要由凝灰岩、流紋岩與花崗岩構成。該流域地處亞熱帶季風區，同時受海洋性氣候影響，全年溫暖濕潤。景區內植物種類繁多，並存有楓香樹、銀杏等珍稀樹種。憑藉秀麗風光與淳樸民風，楠溪江於1988年被國務院評定為國家級重點風景名勝區。 |
| 麥積山風景區                                                                                   | 懸崖邊的木製樓梯通往壁上的石窟                       | 甘肅省                                                                                           | 2001年   | 自文                               | 麥積山以其獨特的石窟、精美的泥塑、茂密的植被、多樣的地質地貌和山峰，被列入首批國家重點風景名勝區。其主要區域面積142平方公里，包括麥積山石窟、仙人崖石窟、石門、曲溪和街亭溫泉。麥積山石窟始建於後秦，歷經西秦、北魏、西魏、北周、隋、唐、五代、宋、元、明、清等12個朝代連續營造。雖歷經多次地震和火災，仍保存有194個洞窟、7200尊塑像、1000平方米壁畫，這些作品開鑿於距地面30-80米高的懸崖上，其中70%以上的洞窟為北朝時期所鑿。當泥塑藝術盛行時，其造型優美、技藝精湛，達到了早期雕塑作品的高峰。風景區內的秦嶺山脈是南北自然地理的主要分界線。該風景區位於祁連-北秦嶺山脈交匯處，因印支、燕山和喜馬拉雅運動形成了極其複雜的地質地貌。溫泉與曲溪為變質岩，麥積山與仙人崖屬紫紅色砂礫岩，石門則為花崗岩。小範圍內地質地貌差異顯著，豐富的森林花卉與溪流瀑布共同構成了180餘處景點，展現出景觀的多樣性與豐富性。石窟突出價值體現於保存了12個封建王朝的精美雕塑，擁有1600年歷史的大型雕塑博物館，為研究雕塑、繪畫、工藝美術、建築及佛教等宗教提供了珍貴材料。北魏開鑿的洞窟以其悠久歷史、保存完好、造型生動的人物形象，在中國乃至世界石窟藝術中佔據重要地位。其中21個洞窟擁有中國北朝石窟中規模最大的宮殿式建築，壁畫中的建築技法與完整度均屬最珍貴的代表作。這些豐富的北朝建築資料，對研究石窟民族性、古代建築及壁畫具有極高價值。風景區內共有高等植物2738種，其中第三紀孑遺植物60屬20種、國家重點保護珍稀植物31種18屬，以及珍稀動物18種。在北緯34°的暖溫帶地區擁有如此豐富的生物多樣性，其種類具有典型意義。麥積山植物被國際自然保護聯盟收錄。壯觀的麥積山主峰、懸崖下精妙的泥塑殿閣建築、奇特的地貌、豐富的植物與清澈溪流瀑布自然融合，構成了人與自然和諧共生的景觀。 |
| 五大連池風景區                                                                                 | 火山地貌，背景為熔岩流與湖泊                         | 黑龍江省                                                                                         | 2001年   | viii、ix 自                        | 五大連池是1982年經國務院批准的首批國家級風景名勝區，並於1996年被列為國家級自然保護區。這裡擁有中國大陸最典型且保存完好的近代火山噴發遺跡，以及世界知名的火山礦泉水資源。五大連池火山群位於小興安嶺隆起與松嫩凹陷交界的東西向構造帶上，其噴發活動與兩大地質單元的斷裂活動密切相關。火山群主要受北東42°的華夏系構造線控制，同時受北西向斷裂影響，岩漿沿斷裂交匯處噴出形成火山錐。全區14座火山錐呈東北向分佈為兩條火山鏈，唯最西端的南、北格拉球山例外。這些火山形成於第四紀更新世以來的多次噴發，岩性均屬富鉀鹼性玄武岩。據清代《黑龍江外記》與《寧古塔紀略》記載，中部的老黑山與火燒山確認為1719-1721年間噴發形成，其火山地貌保存極為完整，被稱為「新期火山」；周邊12座火山錐及熔岩臺地則屬更早形成的「老期火山」。所有火山錐均屬碎屑錐，由火山彈、熔岩餅、火山渣等噴發物堆積而成，屬斯特朗博利型火山噴發類型。其中新期火山的老黑山噴發過程可分為兩個階段：首階段以火山碎屑噴發為主形成錐體，次階段則以熔岩溢流為特徵，至今北坡仍保留兩處熔岩溢出口及熔岩隧道。火燒山噴發時代與老黑山相近，但錐體更低矮，火山口呈橢圓形，北側缺口形成壯觀的熔岩扇。區內熔岩流覆蓋面積達65平方公里，發育典型的結殼熔岩與渣狀熔岩兩大類型。結殼熔岩表面常見繩狀、波狀、饅頭狀等流動構造；渣狀熔岩區則分布著數百座奇特的噴氣錐群，尤以四池、五池周邊最為密集，這些中空錐體由氣體攜帶熔岩多次噴疊形成，形態包含塔狀、錐狀等，內壁懸掛熔岩鐘乳，堪稱「火山地質博物館」的珍稀展品。五大連池火山礦泉水屬含鐵硅質鎂鈣型重碳酸低溫礦泉，含人體必需的30餘種微量元素。百餘年療養實踐證明，其對消化、神經系統等慢性疾病有顯著療效，被譽為「有病治病，無病養生」的神奇泉水。中華人民共和國礦泉水專業委員會副秘書長孫昌仁評價：「中國沒有任何一處礦泉水能與五大連池媲美」，美籍華人靳羽西更稱其「帶來超越言語的奇蹟驚喜」。 |
| 海壇島風景名勝區                                                                               | 沙灘小鎮全景，周圍環繞綠色植被                       | 福建省                                                                                           | 2001年   | 自文                               | 海壇島的地質構造深受燕山構造期與新構造運動影響，引發強烈的岩漿活動與斷層作用。由於花崗岩與火山岩廣泛分佈、斷層節理極度發育，島上形成了丘陵、臺地、湖泊、基岩海岸、砂質海岸與泥質海岸等多種地貌類型。隨著島嶼基岩持續受風化作用侵蝕與塑造，形成了豐富的地質構造景觀與栩栩如生的天然象形石景。其中石牌洋、仙人井與仙人潭並稱「海壇三絕」，被譽為國之瑰寶、天下奇觀。海壇島北、東、南三側海岸線總長逾60公里，擁有長江澳、海壇灣、壇南灣與山岐澳四大銀沙海灘，坡度平緩且沙質鬆軟潔淨，二氧化硅含量超過93%。灘前岩脊如天然屏風，廣闊腹地內丘陵起伏、林木蔥鬱，其間更穿插分布著岬角、連島沙洲、水下沙堤與海岸沙丘，共同構成瑰麗的景觀組合。潔淨無污染的海水使此處成為絕佳海水浴場，另有一處經長期地質演化由海灣形成的湖泊，因雨水持續澆注而成為淡水湖。總而言之，海壇島典型的地質地貌景觀兼具重要科學意義與高度保護價值。 |
| 大理蒼山洱海景區                                                                               | 陡峭懸崖俯瞰森林覆蓋的丘陵                           | 雲南省                                                                                           | 2001年   | 自文                               | 蒼山與洱海位於雲南省西部。景區內擁有古鎮、秀麗巍峨的蒼山與明鏡般澄澈的洱海，以及超過100處景點。該風景區兼具絕佳自然景觀、悠久的歷史文化、眾多歷史遺跡與濃郁的民族風情。蒼山洱海地處橫斷山脈南端，蒼山如屏，地質氣候條件複雜，植被垂直分布特徵明顯，19峰18溪間分布著6000餘種植物。綿延數公里的高山杜鵑原始林為雄偉蒼山增添韻致，獨特的第四紀冰川造就高原溪流，奇石、清泉、雲海與彩蝶更為山巒增添神秘色彩。寬闊的洱海倒映月色，點點白帆掠過湖面，既顯洱海之柔美，亦彰蒼山之雄渾，共同構成「風花雪月」的奇幻景致。景區內的大理歷史悠久，新石器時代洱海地區已有人類活動跡象，歷史上南詔、大理國、大長和、大天興、大義寧均曾建都於此，故有「五朝古都」之稱。景區內含大理古城與巍山古城兩座國家級歷史文化名城，另有崇聖寺三塔、南詔德化碑、石鐘山石窟等百餘處文物古蹟。世居的白族保有獨特濃郁的民族風情與豐富文化內涵。無論自然環境、歷史文化或民族風情，蒼山洱海皆展現出獨特的內涵與價值。 |
| 中國白酒釀造遺址                                                                               | 考古遺址上方建有保護屋頂                             | 河北省、江西省、四川省                                                                           | 2008年   | iii、iv、vi 文                     | 這項提名涵蓋了與中國大陸酒類生產相關的五處考古遺址。其中最古老的發掘遺址是李渡燒酒作坊遺址，由宋朝延續至今。這些遺址的發現展示了酒類生產的不同階段，包括原料準備、發酵、蒸餾與釀造過程。圖中所示為水井街酒坊遺址遺址。 |
| 山西與陝西省的古代民居                                                                         | 俯瞰傳統村落，背景有一座寶塔                         | 山西省、陝西省                                                                                   | 2008年   | ii、iii、iv 文                     | 丁村與党家村（圖）是始建於明朝與清朝時期的傳統村落。丁村保留40座以木雕裝飾為特色的私人住宅；党家村居民則因貿易致富，現存百餘棟私人宅第與公共建築。 |
| 中國明清城牆                                                                                   | 部分被樹木遮擋、帶有兩座突出城樓的城牆               | 陝西省、湖北省、江蘇省、遼寧省                                                                   | 2008年   | iii、iv 文                         | 此提名包含四座城市的防禦城牆：西安城牆（圖）、南京城牆、荊州城牆及興城城牆。這些磚石結構城牆修建於明與清兩代，除偶有修繕外保存完好，展現了中國城防建築的演變歷程。 |
| 瘦西湖與揚州歷史城區                                                                           | 湖上船隻，岸邊亭台橋樑                               | 江蘇省                                                                                           | 2008年   | iii、iv、v 文                      | 瘦西湖原名保障湖，位於江蘇省揚州市西北部，佔地兩平方公里。18世紀中葉，為迎接乾隆皇帝南巡，將不同歷史時期（隋、唐、宋、元、明、清）分散建造的護城河及鹽商沿河修建的大量郊區別墅精心串聯，形成以「卷石洞天、西園曲水、長堤春柳、白塔晴雲」等二十四景著稱，融合自然與人文景觀的湖上園林景觀帶。其典型的中國捲軸畫式佈局因獨特美學價值被宮廷畫師記錄並收藏於皇家庫房。受乾隆南巡影響及鹽業經濟支持，揚州成為中國造園中心，以瘦西湖周邊古典園林群為代表。「揚州園林甲江南」、「揚州園林冠天下」之譽，體現了佈局、建築、疊石、理水、植物配置等方面的最高藝術成就。作為清康熙年間圓明園後造園傑作，其經驗為承德避暑山莊建設提供重要參考。揚州歷史城區指明清時期在唐羅城、宋大城基礎上修建的揚州城，佔地5.09平方公里，對中國封建社會經濟政治文化發展貢獻卓著，並對世界文化產生重要影響。憑藉高度發達的鹽業經濟，揚州在明清時期仍保持旺盛生命力與巨大影響力。原有城市格局、街巷水系、古樸典雅的城市風貌，體現了江南水城的特色與風格。歷史城區內保存完好的民居、園林、寺廟、衙署、老字號、古橋、古井及名木古樹等大量文化遺存，展現了深厚的文化底蘊。至今該區域仍有眾多居民從事漆器、玉器、剪紙等傳統手工業生產與商業活動。揚州漆器、揚州玉雕等手工技藝，以及揚州清曲、揚州評話、揚州木偶等民間藝術，已被列為國家級非物質文化遺產，成為中華民族的瑰寶。 |
| 江南水鄉古鎮                                                                                   | 運河旁傳統房屋與數艘船隻                             | 浙江省、江蘇省                                                                                   | 2008年   | ii、iv、v 文                       | 這四個古鎮——周莊鎮（圖）、甪直鎮、烏鎮與西塘鎮，是11世紀沿水道發展、並自13世紀起繁榮的傳統城鎮代表。傳統房屋與橋樑保存完好，居民在周邊肥沃土地上從事手工業、貿易、漁業與農業。 |
| 絲綢之路中國段：河南、陝西、甘肅、青海、寧夏、新疆的陸路；浙江寧波、福建泉州的海路——西漢至清朝 | 沙漠中的烽火台遺址                                   | 陝西省、甘肅省、新疆維吾爾自治區、浙江省、福建省、河南省、青海省                                 | 2008年   | i、ii、iii、iv、v、vi 文           | 絲綢之路是始於古代都城長安，連接亞洲、非洲與歐洲的古代陸上商業貿易路線。它跨越隴山、貫穿河西走廊、通過玉門關與陽關、抵達新疆，沿綠洲與帕米爾高原延伸，跨越中亞、西亞與南亞，最終通向非洲與歐洲。同時也是東西方經濟、政治、文化交流的重要幹道。最初，這條貿易路線的功能是運輸絲綢這種精緻、優雅且便攜的商品，代表著中國古代農業與手工業高度發展的文明。因此，當1870年代德國地理學家費迪南·馮·李希霍芬首次提出「絲綢之路」這一名稱時，便被廣為接受。絲綢之路長期扮演著連接古代東西方經濟文化、維繫中國與歐亞友誼的橋樑角色。在其形成與發展過程中，古代世界主要宗教與文化進行了大量交流、融合，推動人類創造出輝煌而深遠的文明，並留下寶貴文化遺產。作為串聯歐亞、交流文化的通道，絲綢之路完全符合世界遺產中心對「文化線路」的定義與要求：「文化線路是一種陸路、水路、複合或其他類型的路線，具有明確的物理特徵與歷史動態功能；展現人羣的互動遷徙，以及國家或地區間在長時間內多維度、持續且互惠的商品、思想、知識與價值觀交流；由此在時空上促成文化交融，並體現於有形與無形遺產中。」由於絲綢之路中國段涉及廣闊地域，該段位於農業文明、草原文明與綠洲文明的交匯處，也是東西方文化的碰撞點。因此，作為珍貴文化遺產，中國段既體現了局部與整體的不可分割性，又蘊含紮根於中國傳統文化的獨特地域與民族特色。 |
| 鳳凰古城                                                                                       | 河畔傳統民居與人們正跨越兩座石橋的景象               | 湖南省                                                                                           | 2008年   | i、ii、iii、iv 文                  | 鳳凰古城位於湖南省西南部，是連接湘黔兩省的戰略門戶。唐高宗顯慶五年（660年），黔州都督田宗顯遣其孫田陽明東征平定當地民族，田陽明在此首創「溪洞五寨」制度（後稱「五寨司」），其子田克昌被朝廷任命為「五洞都督」（後稱五寨長官司），衙署設於今古城所在的沱江鎮。武則天垂拱二年（686年），唐朝設立渭陽縣，縣治設於鳳凰山（今黃絲橋古城）。五代戰亂後渭陽縣廢棄，宋嘉泰三年（1203年）五寨司改置為五寨軍民長官司。明嘉靖三十三年（1554年），麻陽副總兵移駐節制五寨長官司，因直轄喜所（今吉首縣）與乾子坪長官司，遂改稱鎮筸城。清康熙三十九年（1700年），沅州協守備移駐鎮筸，成為湖廣四鎮之一。康熙四十二年（1703年）實施改土歸流，於原渭陽縣治設立鳳凰營。康熙四十六年（1707年），湖廣軍政要員經勘察認定鎮筸城「西鄰雲貴、突出辰沅上游，北接川鄂、南衛粵桂」，「山川形勢既極險要，控馭群蠻最稱扼塞」，作為西南門戶，遂將辰沅靖道西湘分巡道由沅州移駐鎮筸，並列為湖南省四道之一，此後道臺等高階官員皆常駐於此。康熙四十八年（1709年），鳳凰營亦遷至鎮筸。康熙五十四年擴建城垣，石城崛起，大規模營建衙署，相繼建成道臺衙門、鎮臺衙門、中營衙門、協同衙門等官署，文廟與學宮、書院、考棚陸續興建，商鋪、店肆、攤販及宗祠廟宇等宗教建築隨之出現。古城佔地1.8平方公里。現存20條古街巷、數十條古巷道及200餘幢古民居。 |
| 南越國遺跡                                                                                     | 博物館展示的南越王趙眜玉衣                           | 廣東省                                                                                           | 2008年   | ii、iii 文                         | 南越國遺跡（南越國宮署遺址、南越文王墓及南越國木構水閘遺址）位於中華人民共和國廣東省廣州市越秀區。南越國（前203年－前111年）是西漢初期在中國大陸南方建立的諸侯國，其建立加速了嶺南地區社會歷史從原始社會向封建社會的飛躍發展。南越王墓於1983年被發現，是1980年代中國大陸五大重要考古發現之一，也是迄今為止規模最大、保存最完好、隨葬品最豐富的彩繪石室墓。墓中出土了1000多件（套）文物，種類繁多，包括禮樂器、兵器、食器、衣物、生活用具、玉雕及金銀器等。南越國宮署遺址位於廣州市舊城中心。1995年發現的大型石構水池與1997年發現的人工石渠，均被評為當年中國大陸十大考古發現之一。由石池與石渠組成的南越國御花園，是迄今發現年代最早、保存最完整的皇家園林實例，展現了秦漢時期的皇家園林風格，並開創了中國三大園林流派之一的嶺南園林先河。園中發現的各類石柱、欄杆、門楣與瓦當等，揭示了早期宮殿建築的設計理念。2000年，在御花園西側發現了南越國宮殿兩座殿堂遺跡。在二號殿遺址中，出土了刻有「華音宮」的陶器殘片。2004年，在花園西側的排水井中出土了約100枚木簡，主要為戶籍簿與法律文書。簡文中可見王國的紀年記錄與各項制度，更提及宮殿與御花園，為遺址真實性提供了有力佐證。此外，井中還清理出大量動植物殘骸，這些都是園林原始場景的直接證據。植物殘骸中發現的一粒冬瓜籽，是目前全球已知最早的實物標本，對研究其起源具有重要意義。2000年出土的南越國木構水閘遺址，是迄今世界發現年代最早的木構水閘，作為城市防洪系統的一部分運作於約2000年前。該水閘在建材選用、軟弱地基處理、技術襯砌處理、整體布局、泄流處理及閘室穩定性處理等方面，其技術參數均符合現代水閘建築標準與要求。南越國水閘遺蹟體現了秦漢時期水閘建築的高超水平。南越國遺址是研究中國古代建築的珍貴實物例證。這些遺址的發現與保護，對研究秦漢時期歷史、特別是該時期嶺南地區早期開發史，以及此階段政治、經濟與文化的快速發展具有重要價值。同時，南越國宮署遺址如同一部反映廣州2000多年發展歷程的史書，保存了各歷史時期的文物。該遺址區域2000年來始終是城市中心，這種在中國城市發展史上罕見的「廣州現象」，揭示了南越國都城選址與規劃的先進理念，對研究中國古代城市史、古代建築史具有重要價值，對現代城市保持可持續發展亦具現實意義。 |
| 白鶴梁古水文題刻                                                                               | 清孫海題刻「白鶴梁」與宋題刻「元符庚辰涪翁來」       | 重慶市                                                                                           | 2008年   | iii、iv 文                         | 白鶴梁位於重慶市涪陵區北的長江江心，因昔日白鶴群集梁上而得名。石梁全長1600公尺、寬約25公尺，與南岸大致平行，常年淹沒於水下，僅在冬季枯水期露出水面。石梁表面為淺色砂岩，較為平坦並向北傾斜14.5度，地處長江主航道，是題刻的絕佳場所。白鶴梁擁有數量龐大的水下題刻、悠久的歷史、真實詳盡的水位記錄、豐富的題刻內容、多樣的形式，以及與長江環境的完美融合，被譽為「水下奇觀」。1988年，中華人民共和國國務院將白鶴梁古水文題刻列為全國重點文物保護單位。三峽工程的啟動使石梁永久淹沒於水庫水位之下。為保護這處珍貴文物並讓公眾觀賞此歷史景觀，有關部門設計了白鶴梁水下保護工程方案並獲批准。保護工程於2003年啟動，已完成題刻分段加固、巖體防崩落保護，以及精確測繪、複製與拓印工作。古代中國人通過題刻記錄了長江千年來枯水期的水位變化，為研究長江枯水位變化提供了極佳標準。石梁分上、中、下三段，題刻集中於長220公尺的中段，尤以中段東部為甚。自唐廣德元年（763年）起，人們便在此天然石梁上刻石魚標記當年最低水位，相傳「石魚出水兆豐年」。歷代人士以詩文形式在石梁刻錄石魚現身時間、距枯水線距離、觀測者姓名及場景。自唐代起，每當歷代文人、官吏、商旅經涪陵恰逢石魚現世，便乘舟至石梁觀覽題詠，現存可辨識姓名者300餘人。 |
| 黔東南苗族村寨：苗嶺雷公山麓的苗族村寨                                                         | 一條小溪兩側山坡上佈滿傳統房屋的村鎮                 | 貴州省                                                                                           | 2008年   | i、iv、v、vi 文                    | 作為中國大陸西南地區的一個民族，苗族擁有獨特的文化傳統。黔東南苗族村寨主要分佈於雷山縣、台江縣、劍河縣與從江縣等縣。相傳苗族源自5000多年前黃河下游的九黎部落，後遷徙至長江中下游形成三苗部落。秦漢時期定居於今貴州東部，元明時期進一步遷移至貴州西南部，至清代貴州雷公山地區成為苗族主要聚居區。其後部分苗人遷移至今日的越南、老撾、泰國、緬甸及歐美國家。黔東南苗族侗族自治州雷公山地區苗族聚居密集，分佈200餘座苗族村寨，其中21處已被列入中華人民共和國世界遺產預備名單。這些村寨或坐落於崇山峻嶺、或隱於森林深處，佈局合理、建築獨特、民風古樸、生活氣息濃郁，展現了苗族傳統生產生活方式、居住形態與社會變遷，見證了其文化演進歷程、特殊自然環境與人類居所的關係，以及人類文化的多樣性。非物質文化遺產亦是重要組成部分。雷公山區苗族村寨的佈局與建築形式具有鮮明的民族文化地域特色，彰顯了遺產真實性的核心價值。黔東南苗族村寨是人類居所的傑出範例，作為苗族文化的代表，在苗族歷史文化發展中佔據重要地位。然而受現代文明影響，當地傳統生活方式與文化正面臨嚴峻挑戰。這些村寨作為獨特的建築成就與天才創造的傑作，具有重要的科學研究價值。此處保存的苗族文化最為真實完整，流傳於村寨的飛歌、情歌、酒歌、銅鼓舞等藝術形式皆是苗族文化的重要代表。村寨中保存的原始文化現象具有突出的普世價值。 |
| 坎兒井                                                                                         | 一條設有木製走道的地下引水隧道                       | 新疆維吾爾自治區                                                                                 | 2008年   | i、iv、v 文                        | 歷史文獻顯示，包括西域在內的新疆坎兒井鑿井技術是由漢人引入。當時西北邊疆的少數民族大多尚未掌握鑿井技術。在近代眾多倡導推廣坎兒井的人士中，以林則徐的影響力最為深遠。此後坎兒井便成為當地水利工程的重要組成部分。吐魯番地區的坎兒井總數曾達1100餘條，其中吐魯番市有538條、鄯善縣418條、托克遜縣180條。這些坎兒井年徑流量達2.94億立方公尺，佔吐魯番地區總灌溉面積的30%。坎兒井的長度隨地理環境而異，通常由明渠、暗渠、豎井和澇壩四部分組成。暗渠是系統的主體，實為地下輸水道；豎井主要用於出土與通風；暗渠出水口稱為「龍口」，與地面明渠相連。坎兒井水先匯入澇壩，再導入灌溉渠道。 |
| 明清皇家陵寢擴展項目：潞簡王墓                                                                 | 皇家陵墓神道兩側排列的石獸雕塑                       | 河南省                                                                                           | 2008年   | ii、iii、iv、vi 文                 | 據《敕建潞簡王墓》記載，潞簡王墓於明萬曆四十三年（1615年）八月竣工，由此可推斷其次妃墓建於萬曆三十年（1602年）。該陵墓自建成至1644年明朝滅亡期間，一直受到軍政官員的妥善保護。清初順治三年（1646年）政府頒令保護鄭、潞、趙三藩王府後，該陵墓繼續受到保護。順治十三年（1656年）陵墓建築及土地售予五臺山僧人真熙後，被用作僧舍與經堂，期間仍定期修繕。清末（1911年）至1949年中華人民共和國成立期間，遷入城牆內居住的民眾保護了建築群，但部分仍毀於戰火。1953年豫北監獄遷入雙重城牆內後，陵墓停止對外開放。1978年監獄與居民全部遷出潞簡王墓建築群後，新鄉市文化局下設文物管理所，開始修繕潞簡王墓及神道，並重新開放陵墓。1997年升格為鳳泉區區屬博物館。潞簡王墓於1986年被列為省級重點文物保護單位，1996年升格為全國重點文物保護單位，2006年入選中華人民共和國世界文化遺產預備名單。2005年12月豫北監獄遷出次妃墓後，全部建築區域移交潞簡王墓博物館。潞簡王墓自然環境主要由北側鳳凰山、東西側長嶺山與虎頭山、南側黑龍潭水系構成。鳳凰山在1999年前因採礦遭受一定環境破壞，2000年地方政府全面禁採並著手生態修復。因氣候與水位變化乾涸的麗江黑龍潭水系，已通過南水北調工程恢復。周邊環境與地形大體保持原貌。潞簡王墓保護機構持續對建築群進行維護修繕並留存記錄。2007年修訂的保護規劃中，保護範圍面積57.68公頃：西至村西路52米、北至陵北路273米、東至鳳嶺路142米、南至兩泉路254米；緩衝區涵蓋鳳凰山、虎頭山、長嶺山、黑龍潭及外延100米區域。2000年已關停拆除周邊小型採石場、水泥廠等污染企業。新鄉市政府兩度頒布潞簡王墓管理辦法，2007年河南省人大通過並頒布《潞簡王墓保護管理條例》。 |
| 泰山擴展項目：四嶽                                                                             | 山間寺廟                                             | 山西省、陝西省、河南省、湖南省                                                                   | 2008年   | i、ii、iii、iv、vi、vii、viii 自文 | 此項目是泰山文化與自然混合遺產的擴展申請。「五岳」是歷史悠久的文化整合概念，其中泰山已於1987年列入世界遺產。本次申遺的四處提名地包括：湖南衡山（南嶽）、陝西華山（西嶽）、河南嵩山（中嶽）與山西恒山（北嶽）。四處提名地核心景區面積54769公頃，緩衝區總面積44658公頃。「五岳」因其獨特地理位址與逾千米的相對高度，自新石器時代起被崇拜逾三千年。前219年，秦始皇於泰山頂舉行封禪大典，確立國家祭祀制度，後世帝王皆效法以彰顯皇權正統。祭祀五岳既是昭告帝王功績，亦將五岳視為統治疆域的界標。作為不可分割的整體，五岳象徵中國農耕文明時代的統一與疆域觀念。五岳的政治地位使其成為各民族共同祭拜對象，促進民族融合。同時五岳亦孕育五大文化體系：其一為「五行文化」——以「水、火、木、金、土」為萬物構成基礎的觀念推動了五岳選址形成；其二為「大一統文化」，此春秋戰國時期的政治理念被視為王朝理想狀態，包含疆域政治統一與禮樂文化統一雙重內涵，促進五岳祭祀文化與政治地位發展；其三為「祭祀文化」，以五岳祭祀為代表的巡狩、柴望、遙祭等制度在封建社會演進，封禪更成為古代最重要國家祭典；其四為「宗教文化」，南嶽衡山與中嶽嵩山作為佛教聖地，見證佛教在華傳播並深刻影響亞洲諸國；其五為「山水文化」，大量摩崖石刻與文學作品構成中西方文學藝術瑰寶。五種文化相互關聯，共同推動五岳的選址、形成、發展與傳播。四岳因悠久歷史與特殊地位保留豐富文化遺產，含24處國家級文物保護單位，涵蓋物質遺存（寺觀宮殿、宗教造像、摩崖題刻、詩詞遊記等）與非物質遺存（祭祀儀軌、神話傳說等），見證中國封建社會自商朝至清朝的發展歷程。四岳海拔均逾1200米，相對高差超千米，地質構造屬斷塊隆起山地。作為不同地質時期地殼運動見證，四岳是盆地邊緣斷塊山脈形成演化的典型例證。四岳分處中國大陸不同氣候帶與植被帶，代表各區域典型生境特徵，擁有大量野生動植物資源及特有珍稀物種。南嶽衡山特有絨毛皂莢現僅存廣濟寺兩株；北嶽恒山特有豹榆為史籍未載之珍稀樹種，僅存天峰嶺豹榆溝少量植株。獨特的自然景觀與豐厚的歷史文化使四岳自古即為中外聞名的旅遊勝地。 |
| 塔克拉瑪干沙漠—胡楊林                                                                          | 沙漠沙丘                                             | 新疆維吾爾自治區                                                                                 | 2010年   | viii、ix、x 自                     | 塔克拉瑪干沙漠位於中國大陸最大的內陸盆地——塔里木盆地，面積達56萬平方公里，四周被天山、喀喇崑崙山和崑崙山環繞，是中國大陸第一大沙漠、世界第二大沙漠，屬於典型的溫帶沙漠大陸性氣候，氣溫變化劇烈、年降水量稀少。全年沙塵活動頻繁且劇烈，沙暴日數佔全年三分之一，最大風速可達300米/秒。此地內沙丘地貌類型複雜多樣，包括新月形沙丘、穹狀沙丘、蜂窩狀沙丘、梁狀沙丘、樹枝狀沙丘、複合縱向沙壟、魚鱗狀沙丘及金字塔形沙丘等。沙丘平均高度100-200米，最高達300米，其中流動沙丘佔塔克拉瑪干沙漠總面積80%以上。據研究，低矮沙丘年移動量約20米，近千年來沙漠已向南擴展約100公里。周邊高山環抱的地形造就了極端干旱的沙漠氣候，形成了這片最典型的暖溫帶荒漠環境。塔里木河是中國大陸最長的內陸河，也是著名的干旱盆地河流，由天山與崑崙山系9大水系的144條支流匯聚而成。河流貫穿塔克拉瑪干沙漠後終止於羅布泊，最大流量時全長2179公里，幹流長1321公里，流域面積1.02億公頃。塔里木河以鮮明的區域特色聞名，其環境中包括大面積的胡楊林。然而過去50年間，由於人類對水資源的過度利用，塔里木河部分河段水量減少導致胡楊林枯死，同時沙漠化加劇、生物多樣性受威脅、防沙生態屏障功能削弱，沙塵暴等環境問題頻發，對人類社會經濟發展造成影響。所幸自1990年以來，通過環保意識提升、自然保護區建立及水資源管理強化等措施，胡楊林生態已逐步恢復。此地亦有可追溯至第三紀的“活化石”。塔里木河沿岸的胡楊是世界上最古老的胡楊樹種，伴隨青藏高原隆起而出現，該樹種已存在超過6000萬年。在庫車千佛洞與敦煌鐵匠溝的第三紀漸新世地層中，曾發現距今約300-600萬年的同種胡楊化石。這些化石樹種具有極強的抗逆性，能耐受嚴寒酷暑、干旱澇漬及高鹽鹼環境。胡楊為雌雄異株植物，產生球形花粉遇水即生根，兼具異形葉特性，並擁有強大吸水耐鹽能力的發達根系。水分充足時生長迅速，缺水時則減緩生長速率。 |
| 中國阿爾泰山                                                                                   | 被針葉林環繞的山區湖泊                               | 新疆維吾爾自治區                                                                                 | 2010年   | vii、viii、ix 自                   | 阿爾泰山脈呈西北-東南走向橫跨中國大陸、哈薩克、蒙古及俄羅斯。全長1650公里、寬約130-200公里，海拔1000-3000公尺。最高峰友誼峰海拔4374公尺，位於中、俄、蒙三國邊界。中國大陸境內的阿勒泰地區屬於山脈中段南坡，延伸約500公里，佔阿爾泰山總長三分之一。兩條重要河流發源於此：其一是額爾齊斯河，作為國際河流鄂畢河的源頭，最終注入北冰洋；其二烏倫古河是新疆第二長內陸河，也是第二大內陸湖烏倫古湖的主要補給水源。阿勒泰山在第四紀歷經多次冰川作用，形成多樣冰蝕地貌與堆積地形。喀納斯區域位於阿爾泰山主峰友誼峰南坡，是山系中最大冰川作用中心，完整保存了中更新世以來的冰川地理序列。其冰河地貌特徵包括：現代冰川規模宏大，喀納斯區域共有210條冰川，總面積達400平方公里，幾乎覆蓋友誼峰半數面積，為全山系之冠；冰川類型豐富典型，如匯流谷冰川、樹枝狀谷冰川及冰帽等；三組顯著冰斗群——全植被覆蓋冰斗、空心冰斗與現代冰川，共同呈現冰川退縮與植被擴張的階段特徵；冰原島峰、刃脊與巨型冰槽廣泛發育，冰溜面基岩與羊背石頻繁出露；串珠狀分布的冰蝕湖如喀納斯湖、白湖、黑湖與雙湖，標記著冰川退縮的階段與範圍；冰磧丘陵與冰川漂礫等堆積地貌分布廣泛。阿爾泰山長期受構造運動影響，形成複雜褶皺斷層並侵入巨型花崗岩體。經長期地表風化與流水侵蝕，造就了造型奇詭、雕鏤精緻的岩貌奇觀。額爾齊斯河源區可見金字塔狀峰頂、巨型穹丘與密集蜂窩狀峭壁，結合疏落北方針葉林、溫泉與河谷，構築出層次鮮明的花崗岩景觀。此提名地具有重要生物多樣性：位於烏德瓦爾迪生物地理分區「阿爾泰高地」，同時代表世界自然基金會認定的全球200生物區劃中的「阿爾泰-薩彥山地森林」。該區域是許多特有及瀕危物種的主要棲地，也匯聚多元自然奇觀。兩處提名地雖同屬阿爾泰山南坡自然地理與生態系統，卻具不可替代性：喀納斯國家級自然保護區是山系最大冰川中心與最美景區；兩河源自然保護區則為典型花崗岩造型地貌，同時是額爾齊斯河發源地。 |
| 喀喇崑崙—帕米爾                                                                                | 山谷中有一些蒙古包                                   | 新疆維吾爾自治區                                                                                 | 2010年   | viii、x 自                         | 帕米爾高原是世界最著名的山脈匯聚區，是由天山、喀喇崑崙山、喜馬拉雅山、興都庫什山與蘇萊曼山匯聚形成的最大山脈匯聚區。它位於歐亞大陸腹地，橫跨中國大陸、塔吉克斯坦與阿富汗，面積超過10萬平方公里。帕米爾山脈由地殼構造運動形成。約6000萬至2000萬年前，印度板塊俯衝至歐亞板塊之下，在印度板塊擠壓與抬升作用下，形成了數座巨大山脈。這些山脈從青藏高原南部延伸至北部，並匯聚於帕米爾。如今這些山脈從帕米爾向外輻射，其中大多數高度超過4000公尺。因此，帕米爾山脈被稱為「世界屋脊」。該區域存在印度板塊與歐亞板塊碰撞形成的縫合線，這些碰撞發生在古特提斯洋閉合時期。該地區也是重要的構造過渡帶，多條構造邊界在此匯聚。其中，麻扎-康西瓦爾斷裂帶是最重要的構造縫合帶。提名區域包含喀喇崑崙山與帕米爾山脈的最高峰。喀喇崑崙山位於帕米爾東南與青藏高原西北，沿中華人民共和國與巴基斯坦、印度及喀什米爾的國際邊界延伸。它們是除喜馬拉雅山外世界最高的山脈。地形上，喀喇崑崙山是典型的極高山，相對高差達3000-5000公尺。主脊平均高度為6500公尺，喀喇崑崙山主峰喬戈里峰是世界第二高峰，海拔8611公尺。該區域有4座8000公尺以上山峰與29座7000公尺以上山峰。提名的「帕米爾高峰」區域位於帕米爾東緣，是世界極高山主要集中區之一。這些山峰聞名全球，慕士塔格峰被稱為「冰川之父」，是著名的登山基地。提名區域是世界乾旱地區極高山冰川的重要分布區，冰川既典型又獨特，包括冰帽、冰原及溢流冰川等類型。例如慕士塔格山的冰川呈放射狀分布，而公格爾山的冰川呈羽狀分布。此外，小型冰川地貌豐富，冰脊、冰塔、冰川褶皺與冰裂隙等發育良好。提名地的生物多樣性顯著。該地區生物群的複雜遷徙與組合形成了獨特的高原動植物區系，主要景觀為荒漠與草原。如此高寒的荒漠與草原在全球高山區域中獨一無二。提名地是許多特有及瀕危物種的重要棲息地，這些物種代表了喜馬拉雅、喀喇崑崙與帕米爾毗鄰區的高原動物群。此項目內有兩個冰川侵蝕形成的湖泊——喀拉庫勒湖與布倫庫勒湖，海拔3652公尺，面積約10平方公里。鄰近的木吉河谷分布著泥火山，約30餘座泥火山散布在長約2公里的河谷中。這些泥火山噴出的泥漿高度從1-2公尺至50公尺不等，錐體高度約1-5公尺，直徑從數公尺至200公尺。這些泥火山顯示提名地仍存在新構造運動。                             |
| 遼代木結構建築——應縣木塔、義縣奉國寺大殿                                                       | 一座多層木塔，背景為房屋                             | 山西省、遼寧省                                                                                   | 2013年   | i、iii、iv 文                      | 位於中華人民共和國山西省應縣的應縣木塔與遼寧省義縣的奉國寺大殿，是遼代木結構建築的典型代表。應縣木塔建於1056年，距今957年，是世界現存最古老、最高的多層木構建築（高67.31米，共九層）；奉國寺大殿建於1020年，距今993年，面闊九間（47.6米）、進深五間（25.13米），高24米，是中國大陸現存等級最高、規模最大且保存最完整的佛教木構建築。兩者展現了中國古代木結構設計與建造的卓越成就。作為遼代木構典範，這兩座建築有助於客觀認識遼代建築的獨特性、發展規律與演變脈絡，並為研究遼代建築特徵、唐宋木構技術演變，以及北宋《營造法式》中的疑難問題，提供了實物範例。其價值涵蓋大木作、小木作、梁架彩畫、牆體構造、舉折與屋頂結構等工藝技術層面。 |
| 紅山文化遺址：牛河梁遺址、紅山後遺址、魏家窩鋪遺址                                             | C形玉龍                                              | 遼寧省、內蒙古自治區                                                                             | 2013年   | i、iii、iv 文                      | 牛河梁、紅山後與魏家窩鋪考古遺址可追溯至6000至5000年前，是紅山文化的重要代表性遺址。其中，牛河梁遺址距今約5500-5000年，屬紅山文化晚期的大型墓葬與祭祀中心，在已知同期遺址中規模最宏大、保存最完整、遺存類型最豐富，且出土文物數量最多。而紅山後與魏家窩鋪遺址（距今6000-5500年）均屬居住聚落——魏家窩鋪是目前發現房址數量最多的紅山文化聚落，紅山後遺址則為該文化的命名地。三處遺址雖功能類型各異，卻存在內在關聯性，系統展現了紅山文化先民的生產生活、喪葬祭祀等社會圖景，其文化特質更為中華文明探源提供了重要實證基礎。 |
| 中國古代窯址                                                                                   | 樹林環繞的傳統窯爐                                   | 浙江省                                                                                           | 2013年   | ii、iii、iv 文                     | 中國古代窯址包含1至17世紀中國古代青瓷窯的系列代表性遺址。這些遺址位於中國青瓷生產集中地浙江省，其中上林湖越窯遺址與大窯龍泉窯遺址為兩大精髓。其龐大規模與豐富歷史遺存，證實了中國悠久青瓷製作傳統的發明與傳承。上林湖越窯遺址位於中國大陸東南沿海浙江省東北部，包含上林湖區域及寺龍口窯址，面積約231.69公頃，環繞上林湖與古銀錠湖水系，目前已發現116處遺址。地面堆積大量瓷片、埋藏的作坊、窯爐等生產設施遺存，以及與瓷器生產相關的歷史環境，包括瓷土區、柴薪資源區、窯爐所在山坡、水源及運輸水道。上林湖越窯始建於東漢（1世紀），是中國最早的瓷器製作搖籃之一，代表唐代與五代十國時期（8至10世紀）中國青瓷生產的最高藝術形式，並成為唐宋時期青瓷生產中心。作為中國古代瓷器傑出工藝的代表，上林湖越窯是中國青瓷生產史上重要窯場群之一，對中國大陸、日本及朝鮮半島的青瓷發展影響深遠。繼越窯之後，大窯龍泉窯遺址是五代十國時期興起的青瓷生產中心。該遺址面積約511.9公頃，位於今浙江省龍泉市小梅鎮與查田鎮一帶，目前已發現126處遺址。遺存豐富的製瓷痕跡，包括瓷片堆積、作坊遺跡、窯爐、製瓷工具，以及與青瓷相關的歷史環境，如瓷土區、柴薪資源區、窯爐山坡、水源及運輸水道。這些遺存證明了該窯場的鼎盛時期——分佈範圍廣闊、作坊與窯爐等生產設施眾多，並生產大量高品質產品。龍泉窯興盛於北宋，南宋至明中期達至巔峰，曾成為全國最大瓷器生產中心，是中國歷史上青瓷製作巔峰的主流工藝。其獨特藝術成就為人類非物質文化遺產樹立典範。以「薄如紙、釉如玉、紫口鐵足」著稱的龍泉窯（宋代稱哥窯、弟窯），位列宋代五大名窯之一。9至16世紀期間，越窯與龍泉窯作品不僅供給宮廷與民間使用，更遠銷至亞洲、非洲及歐洲其他國家與地區。其工藝與產品對世界文明發展貢獻卓著，並對中國多地及東亞、東南亞、北非等區域的陶瓷生產產生顯著影響。 |
| 三坊七巷                                                                                       | 從高處俯瞰一群傳統建築                               | 福建省                                                                                           | 2013年   | iii、iv 文                         | 三坊七巷是中華人民共和國福建省省會福州的歷史街區，位於晉代（3至4世紀）修建的子城與唐代（7至10世紀）修建的羅城之間。其北接子城南界、東臨福州城市中軸線、西靠唐代及後續五代（10世紀）修建的安泰河與城牆遺跡、南倚烏山與于山。在這座擁有河流與山巒的美麗城市福州中，自唐代以來，此地一直是文人與官宦的聚居之所。作為城市中相對獨立的區域，三坊七巷保留了晉唐時期形成的傳統街巷肌理。以南后街為該區域的南北主軸，西側為衣錦坊、文儒坊、光祿坊三坊，東側為楊橋巷（路）、郎官巷、塔巷、黃巷、安民巷、宮巷、吉庇巷（路）七巷，構成魚骨狀的主要街道結構。這些坊巷的名稱自晉唐以來極少變更。該區域的考古遺址揭示了現存街巷格局與唐代及後續朝代（7至20世紀）街道結構的層位對應關係，為此地區千年歷史與里坊制演變過程提供了實證，使三坊七巷成為中國大陸現存最完整的古代城市居住區。由於獨特的地理位置與環境，福州三坊七巷自晉唐以來始終是文人、官宦與富紳的聚居地。名人包括著名學者、政治家、軍事家、思想家與藝術家。該區域完好保存了200餘處明清歷史建築，多為帶庭院或私園的傳統宅邸，其餘則包括教育、宗教、商業與宗族管理的公共設施。這些建築以嚴格秩序構築了從城市到坊巷、再到宅院的多層次空間結構，散發和諧寧靜的氛圍。宅院內部，精緻的建築與園林細節隱藏於樸素外觀之下，在統一秩序與和諧氛圍中展現各家族多元的審美趣味與深厚文化積澱。三坊七巷各時期歷史遺存共同構成了獨特的居住城市肌理與中國傳統城市景觀，真實體現了中國傳統文人官宦階層的生活方式及其深厚文化。 |
| 侗族村寨                                                                                       | 一座木製屋頂橋橫跨河流                               | 湖南省、廣西壯族自治區                                                                           | 2013年   | iii、iv、v 文                      | 臨水而居是侗寨最重要的聚落特徵，房屋沿河分佈於山坡上。鼓樓與薩歲祭壇是侗寨最基本的核心要素。作為村寨象徵的多層鼓樓通常建於寨中平地或高地，樓前設有廣場，是全寨集會議事、節慶活動的公共場所。侗族典型民居稱為「吊腳樓」，以杉木構建的三至四層干欄式建築，採用穿斗式木構架、青瓦屋面，周邊設走廊欄杆。部分地區房屋之間以走廊與檐廊相互連通。許多侗寨在房前屋後開挖魚塘，並在旁側搭建兩層干欄式糧倉。魚塘兼具養魚與防火功能，形成濱水村寨特色。村寨道路網絡以寨門、鼓樓等公共建築為節點，寨門至公共建築的道路為主幹道，次級小路通往各家各戶。路面多以石板鋪砌或卵石嵌鋪。臨大河的大型侗寨常設通往水邊碼頭的寨門，部分寨門與鼓樓結合，氣勢恢宏。河上常見風雨橋，橋墩以層疊懸挑的木材加大跨度、減少主梁剪力，橋面建木結構瓦頂橋廊，部分在橋頭或橋墩位置加建橋亭。侗寨周邊通常設有一排排木架「禾晾」，用於晾曬穀物。寨外多為稻田，田中養魚，形成稻魚共生的複合農業系統，既維持生態平衡，又為村民提供充足合理的營養。侗寨的非物質文化遺產亦極具特色。侗族大歌已被聯合國教科文組織列入《人類非物質文化遺產代表作名錄》，侗醫藥、生活生產習俗、村民自治管理、婚戀習俗、喪葬習俗、音樂戲劇、傳統服飾、織造技藝等均保存完好。 |
| 靈渠                                                                                           | 河岸兩側有樹木的運河                                 | 廣西壯族自治區                                                                                   | 2013年   | i、iv、vi 文                       | 靈渠，又稱陡河或興安運河，位於廣西壯族自治區興安縣。這是一條連接湘江與灕江、貫通長江流域與珠江流域、聯結華中與嶺南地區的古代運河，全長36.4公里，流經興安、嚴關、溶江與湘漓四鎮。其主要工程包括渠首樞紐、南渠與北渠。秦始皇統一中國後，派遣史祿開鑿運河以運輸糧餉。該工程於西元前214年竣工，即今日所稱之靈渠。其直接鞏固了華南地區的軍事防務。此運河作為嶺南與華中之間的主要水運通道，持續使用逾2000年，直至近代粵漢鐵路與湘桂鐵路建成。靈渠的核心設計理念是通過堰壩抬高湘江水位，並分引一支流（今南渠）注入灕江上遊，同時開鑿新渠道（今北渠）蜿蜒匯入湘江，從而實現兩大水系的連通。渠首採用溢流堰、導流堤與側溢洪壩等設施進行分水與防洪控制。此外，運河結合開挖與築堰技術，以彎道緩解坡度，通過陡門與堰壩調節用水，並利用湘江故道等天然水道或開鑿新渠泄洪，形成集多種水工設施於一體、充分調動自然資源的複合工程，展現了中國古代水利工程的獨特風格與科學成就。靈渠同時具備灌溉功能，使興安成為農業發達地區。中華人民共和國成立後，運河作為古代工程得到全面修繕與保護。雖已不再承擔航運功能且灌溉作用減弱，相關水道與水利設施仍保存完好。如今，靈渠作為重要文化遺產與多功能水利工程，持續服務於灌溉、防洪、供水及旅遊等領域。靈渠創建的技術體系在世界運河史上具有重大意義。它見證了中國古代運河技術的獨特性，是反映亞洲古代文明水利與航運技術的早期運河典範。其在越嶺運河設計、彎道閘門航道與綜合水工設施精準控水等方面具有創新性與代表性成就。建於西元前214年的靈渠，對秦帝國征服百越族與嶺南地區的成功至關重要，並為統一多民族國家南方疆域的穩定提供保障。同時，作為中國古代運河景觀的典型代表，靈渠獨特的地貌、蜿蜒的水道與鄉野風情具有極高的美學價值。 |
| 藏羌碉楼与村寨                                                                                 | 山坡上的村莊，有高大的瞭望塔和樹木                   | 四川省                                                                                           | 2013年   | i、ii、iii、iv、v 文               | 藏族與羌族碉樓建築及村落位於青藏高原東部的高山峽谷地帶，包括225座碉樓建築和15個村落，分佈於四川省阿壩藏族羌族自治州及甘孜藏族自治州，地處橫斷山脈的大渡河與岷江上游。藏族與羌族碉樓建築及村落所在區域海拔多為1500至5000米。從西向東依次為大雪山山脈、大渡河、邛崍山脈與岷江。南北走向的多條平行峽谷構成藏彝走廊的一部分，為民族遷徙提供通道，是中國大陸西部民族交流的重要區域。羌族是中國最古老的民族之一，根據商朝甲骨文記載，他們長期居住於此。藏族則於7世紀後遷入，並通過與當地人融合形成不同於西藏的支系，例如提名遺產中的嘉絨藏族與扎巴藏族即屬此支系。羌族與藏族在此共同生活，民間崇拜天神與山神，苯教與藏傳佛教盛行。生產方式以農耕為主、畜牧為輔，在垂直山地氣候環境中形成立體農業。碉樓建築與民居、農田、草場、高山峽谷共同構成高原農業聚落的文化景觀。碉樓多為石砌高聳瞭望塔，僅羌族聚居區有少量土築碉樓。碉樓通常高10至60米，佔地25至100平方米，每層設開口、樓板與單一木梯，外牆常開射孔。除方形平面外，羌族碉樓多為等邊多邊形，外牆砌有額外棱線；藏族碉樓則多呈5、6、8、12或13角星形。碉樓建造技術包括外傾砌法、收分牆體與木條加固等，代表中國傳統石塔建築技術的最高水平。最早提及碉樓的歷史文獻為5世紀成書的《後漢書》，現存碉樓中最早者可追溯至唐朝，其餘建於後續朝代直至清朝。碉樓起源與藏族、羌族祖先的自然崇拜及防禦需求相關，後衍生居住、宗教、炫富與風水等功能，最終發展為與民居、寺廟、軍營結合的多樣建築類型。藏族與羌族民居多為2至4層平頂碉樓式建築，平面呈矩形，石木結構，土質屋頂。底層飼養牲畜，中上層居住與儲物，頂層作曬臺。主起居室設火塘，樓層面積逐層遞減。屋頂四角堆放白石，反映當地對雪山與白石的崇拜。藏族與羌族村落是高原農業聚落，多位於高山峽谷間的臺地或緩坡上，遵循向陽、近水、避風、少佔耕地原則，周圍常有神山、神林、宗教與娛樂場所。聚落規模多樣，分佈形式包括集中、分散或沿山脊排列。碉樓根據功能不同分佈於村內、村外或戰略要地附近，各村碉樓數量不一，藏族村落相對較多。 |
| 古蜀文明遺址：四川省成都市金沙遺址與船棺合葬墓；四川省廣漢市三星堆遺址                         | 考古遺址上方有保護屋頂                               | 四川省                                                                                           | 2013年   | i、ii、iii、v 文                   | 根據傳說與歷史記載，中國大陸西南部的封閉式四川盆地曾存在一個名為「蜀」的古國。公元前316年，古蜀國被秦國所滅，古蜀文化遂被掩埋於中原主流文化之下，僅存於後世文獻與傳說中的零星記載。因此，古蜀歷史與文化的重建極度依賴考古材料與參考文獻。得益於古蜀遺址的重要考古發現，一種與黃河流域青銅文明截然不同且獨具魅力的文明逐漸揭開面紗。古蜀國遺址是中國大陸、東亞乃至世界青銅時代文明的傑出代表。此提名的古蜀國遺址包含三星堆遺址、金沙遺址、商業街大墓及其自然環境，總遺產面積達611.3公頃。 |
| 新疆雅丹                                                                                       | 三座大型岩石構造聳立於沙漠景觀中                     | 新疆維吾爾自治區                                                                                 | 2015年   | vii、viii 自                       | 地貌術語「雅丹」源於新疆維吾爾語，20世紀初由斯文·赫定將其確立為正式學術表述，指代極乾旱區與部分乾旱區盆地內規模可觀的脊狀、城堡狀或丘狀風蝕地貌，其岩體主要為白堊紀、侏羅紀與第三紀（尤以新近紀為主）未完全固結沉積物，經風力與徑流共同侵蝕而形成。中華人民共和國是全球雅丹集中分布面積最大的國家之一，總面積約2萬平方公里。最典型的雅丹群尤其集中分布於新疆諸盆地與青海柴達木盆地。新疆地處歐亞大陸腹地，雨少風盛的環境為逾6000平方公里雅丹地貌的發育提供了條件，主要分布於哈密盆地、羅布泊及準噶爾盆地，是中亞極乾旱區荒漠地帶溫帶大陸性氣候條件下雅丹地貌的傑出代表。哈密盆地是中國大陸最大的山間低地斷陷盆地，發育大面積白堊系、古近系與新近系的砂岩、泥岩與砂礫岩。在徑流與風力作用下，形成長120公里、寬30-50公里、總面積2500平方公里的雅丹群，主體呈淺褐色或土黃色，間雜紫色條帶的複合型城堡狀、脊狀與丘狀雅丹，頂部多覆蓋2-4米鹽殼。哈密雅丹高低落差極大，單體姿態各異，整體景象壯觀，完整呈現雅丹發育早期的水蝕溝壑與風蝕狹谷、中期的陡壁方山與峰叢簇群、晚期的殘丘遺跡，是中國大陸分布規模最大、保存最完好、發育類型最全的雅丹地貌區。準噶爾盆地作為中國大陸第二大內陸盆地，蘊藏廣袤的侏羅系與白堊系砂岩、泥岩與礫岩，在烏爾禾區大規模發育灰綠色、棕紅色、紫紅色與土黃色雅丹。該地貌先經水蝕初步塑形，再受風力精細雕琢，形成屬雅丹發育中期的城堡狀與寶塔狀雅丹。烏爾禾終年強風穿行雅丹群，發出如鬼魅嗚咽之聲，因而得名「魔鬼城」。當地最富盛名的丘狀雅丹呈現紫紅、黃與灰綠的複合色調。 |
| 敦煌雅丹                                                                                       | 沙漠中的雅丹岩石地貌，一條道路穿越該區域             | 甘肅省                                                                                           | 2015年   | vii、viii 自                       | 疏勒河中下游及羅布泊盆地地處歐亞大陸極端乾旱的三角地帶，是全球最乾旱區域之一，年降水量不足50毫米，風沙活動頻繁。雅丹地層的岩性包括河湖相泥岩、粉砂岩，以及新近紀、中晚更新世和全新世的蒸發岩，局部夾雜淺棕、灰、白、卡其及灰綠色互層。該區域涵蓋瓜州縣的布隆吉雅丹、橋灣雅丹，敦煌市的北湖雅丹、敦煌雅丹地質公園，以及羅布泊盆地北部和東北部的樓蘭雅丹、龍城雅丹與白龍堆雅丹。敦煌雅丹地質公園內的雅丹地貌面積達251平方公里，分布集中且形成機制複合。其由中晚更新世的河湖相粉質黏土夾薄層粉砂構成，長期受風力與洪水交替侵蝕。此處雅丹的觀賞價值冠絕全球，可見到青年期的脊狀雅丹、壯年期的城堡狀雅丹，以及晚熟期至老年期的孤立殘丘等各階段形態。既有如艦隊航行於海洋的連綿雅丹群，亦有精雕細琢、形似獅身人面像、孔雀與比薩斜塔的奇特地貌。 |
| 天柱山                                                                                         | 一座形狀奇特的花崗岩山峰                             | 安徽省                                                                                           | 2015年   | ii、iii、v、vi、vii、viii 自文     | 天柱山位於安徽省潛山市，兼具優美的生態環境與深厚的歷史文化。這是一座大型山地景觀，點綴著花崗岩峰林與洞穴、瀑布與泉水，是郯廬斷裂帶上最美的花崗岩地貌。天柱山擁有哺乳動物化石和榴輝岩超高壓變質帶等重要地質遺產，這種異常緻密的岩石對固體地球內部的對流運動至關重要。天柱山文化景觀底蘊深厚，是徽文化的搖籃。薛家崗遺址發現的薛家崗文化是安徽省唯一的新石器時代文化，也是安徽古代文明的源頭。摩崖石刻記錄了長達1200年的石刻藝術。三祖寺在天柱山宗教文化中具有極其重要的地位與影響力。提名地正是中國第一首長篇敘事詩《孔雀東南飛》的故事發生地。提名地總面積338.02平方公里，其中緩衝區225.3平方公里。提名地分為兩部分：北部為花崗岩地貌公園，範圍與天柱山風景區規劃區一致，面積102.72平方公里；南部包含超高壓變質帶、古生物化石及薛家崗遺址，面積約10平方公里。 |
| 井岡山—北武夷山（武夷山擴展項目）                                                              |                                                      | 江西省、湖南省                                                                                   | 2015年   | iii、vi、vii、x 自文               | 此為1999年列入之世界遺產武夷山的擴展提案。該區域涵蓋井岡山（圖）及北武夷山，因其自然價值而具重要性，為眾多孑遺物種的棲息地。區內亦存有多處與宋明理學流派相關的歷史遺跡，以及公元前1世紀當地文化的考古遺址。 |
| 蜀道                                                                                           | 周圍環繞樹木的山關上的塔樓                           | 四川省                                                                                           | 2015年   | ii、iii、iv、vi、vii、x 自文       | 蜀道位於大巴山與秦嶺南麓，是連接中國大陸中部與多山西南地區、擁有2300多年歷史的古道系統，以其蜿蜒於川北險峻山嶺間的壯麗路徑聞名。這條遺產路線系統，連同各類相關歷史城鎮、道教和佛教寺廟及其他文化遺產，深深嵌入周邊雄偉的山地景觀中，該區域同時也是具有全球重要性的非凡生物多樣性棲息地，包括大熊貓、羚牛、綠尾虹雉、小熊貓與大鯢等物種。此遺產展現了中華文化與艱險山地環境的協同演化，記錄了數千年來人類對多元自然系統的適應與互動歷程。 |
| 土林—古格風景名勝區                                                                            | 土林地貌山坡上的土質建築                             | 西藏自治區                                                                                       | 2015年   | ii、iii、v、vi、vii、viii 自文     | 從自然角度而言，該提名地擁有特殊地貌類型「土林」，具有美學與地質學上的突出普遍價值。提名地內札達盆地與薩特萊傑河流域的湖相沉積雖屬土林類型，卻呈現獨特特徵，形成「古格式」地貌。這種「古格式」土林由半固結的湖相-河流相黏土、砂礫構成，以「塔林」為基本結構單元，形成於乾旱氣候下，受構造節理控制，並受河流侵蝕、暴雨沖刷及凍融風化影響。札達縣周邊土林高大挺拔、類型多樣，在青藏高原極端自然環境下展現獨特美學特徵。提名地呈現不同色調、層理結構與物質組成，其中蘊藏大量化石，為青藏高原古環境演化提供直接或間接證據。從文化角度而言，土林—古格地區孕育了特殊的古格文明，宮殿與洞穴遺址為其強力見證。古格王國是吐蕃王朝滅亡後西藏地方政權中最具影響力者。與龐貝古城及瑪雅文明相似，古格王國在其鼎盛時期突然消亡。作為朗達瑪滅佛後藏傳佛教再度興起的發源地，古格遺跡真實記錄了公元10世紀末葉藏傳佛教的歷史。此外，古格藝術流派代表著西藏宗教藝術發展的高峰，反映了本土藝術與外來藝術、宗教文化與世俗文化之間的交流。 |
| 絲綢之路中國部分                                                                               |                                                      | 河南省、陝西省、甘肅省、青海省、江蘇省、浙江省、福建省、廣東省、寧夏回族自治區、新疆維吾爾自治區 | 2015年   | i、ii、iii、iv、v、vi              | 絲綢之路的中國段包括陸上絲路與海上絲路。陸上絲路是古代貿易通道，始於古代長安，該城在中國古代長期作為政治、經濟與文化中心。這條路線指連接亞洲、非洲與歐洲的陸上商道，其越過隴山、沿河西走廊而行、經玉門關與陽關抵達新疆，沿綠洲與帕米爾高原延伸，進入中亞，穿越中亞、西亞與南亞，最終通往非洲與歐洲。它亦是東西方經濟、政治與文化交流的重要幹道。這條商道最初的功能是運輸絲綢——這種精緻、優雅且便於攜帶的商品，代表著農業先進且手工業發達的古代中國文明。 |
| 管涔山—蘆芽山                                                                                  | 不適用                                               | 山西省                                                                                           | 2017年   | vii、ix 自                         | 蘆芽山位於溫帶草原、林地與灌叢帶、溫帶闊葉林與複合林、山地草原與灌叢帶的過渡區，同時也是內蒙古—新疆地區、黃土高原、華北平原與青藏地區的生物地理交匯點。蘆芽山擁有華北地區最大最完整的華北落葉松原始林生態系統，是生物演化與人地互動的傑出範例，並孕育多種華北特有脊椎動物，如褐馬雞、原麝與華北豹。 |
| 呼倫貝爾景觀與古代少數民族發源地                                                               | 湖泊與雲彩的景觀                                     | 內蒙古自治區                                                                                     | 2017年   | iii、vii、ix、x 自文               | 此提名包含六個保護區（圖為呼倫湖）、擁有森林、草原與濕地。該濕地是候鳥的重要中途停留地、包括五種鶴類。其他棲息於此的動物包括紫貂、棕熊與歐亞猞猁。此處還有與東胡相關的考古遺址、包括墓葬、古城與防禦結構。 |
| 青海湖                                                                                         | 湖面背景中有船隻和山脈                               | 青海省                                                                                           | 2017年   | vii、ix、x 自                      | 青海湖是一個大型內流鹽湖，支持周邊濕地生態系統，對水鳥築巢與遷徙至關重要。湖區周邊是瀕危物種普氏原羚的唯一棲息地。湖中唯一魚類為青海湖裸鯉，需洄游至入流水域產卵。 |
| 神山聖湖景區                                                                                   | 岡仁波齊峰，部分被雪覆蓋                             | 西藏自治區                                                                                       | 2017年   | iii、v、vi、vii、viii、x 自文      | 神山聖湖景區位於西藏自治區阿里地區普蘭縣，海拔超過4,500米，毗鄰札達縣、噶爾縣與革吉縣，與印度、尼泊爾接壤。「南北雙峰對峙、東西兩湖相映」描述了該遺產地的基本自然景觀特徵，形成了一個相當緊湊的「兩山夾兩湖」地貌單元，並造就了該地區由冰川、湖泊、濕地與草原組成的獨特景觀。「兩山」指神山岡仁波齊峰（6,638米）與納木那尼峰（7,694米），「兩湖」則為聖湖瑪旁雍錯與鬼湖拉昂錯。獨特的自然環境孕育了特殊而豐富的宗教文化，具有世界級的突出普遍價值。 |
| 太行山                                                                                         | 山景                                                 | 河北省、山西省、河南省                                                                           | 2017年   | iii、vii、viii、x 自文             | 太行山是黃土高原的一部分，擁有峽谷、洞穴和瀑布等多種地形。該地區的地質層跨越從太古宙到新生代，並發現了重要的化石。此外，還有與早期人類相關的考古遺址，這些人類在該地區活動的歷史可追溯至200萬年前。生活在該地區的動物包括黑鸛和金雕。 |
| 長白山垂直植被景觀與火山地貌景觀                                                               | 高海拔火山口湖                                       | 吉林省                                                                                           | 2017年   | vii、viii、ix、x 自                | 長白山是一座典型的睡火山，擁有明顯的火山地貌群，如火山熔岩地貌、水體地貌、喀斯特地貌以及冰川與冰緣地貌。同時，它是一座天然博物館與巨型基因庫，匯集了多種氣候類型與生物群落類型，如溫帶與寒溫帶、亞北極帶與北極圈等……其垂直植被景觀帶在有限的地理區域內，比任何其他同類遺產地聚集了更多的生態系統、生物物種與典型地貌。長白山也是東北亞保護生物多樣性最重要的棲息地。它在生態、生物、地質與歷史等多方面具有非凡的普遍價值。那裡罕見的垂直植被景觀與火山景觀，在生態、科學與美學方面具有不可估量的價值。 |
| 景德鎮御窯廠遺址                                                                               | 高海拔火山口湖                                       | 江西省                                                                                           | 2017年   | ii、iii、iv 文                     | 景德鎮御窯遺址的主要組成部分是御窯遺址，該遺址在明清時期為皇室燒製、生產並供應瓷器。它包括燒瓷作坊和窯爐遺跡，以及埋藏於地下豐富的明清時期瓷器碎片。此外還存在多處民窯遺址，反映了「官搭民燒」制度，以及其他展示御窯技術淵源的重要窯業遺存。景德鎮御窯遺址還包括製瓷原料開採與加工場所、貿易會館行會、水運碼頭等與瓷器生產和運輸相關的文化遺物。 |
| 黃果樹風景名勝區                                                                               | 大型瀑布被茂密植被圍繞                               | 貴州省                                                                                           | 2019年   | v、vii、viii 自文                  | 雲貴高原位於中國大陸南部，屬於四川盆地與廣西丘陵之間隆起的喀斯特高原分水嶺區域。自第三紀以來，隨著喜馬拉雅構造期的強烈新構造抬升及熱帶、亞熱帶濕潤氣候影響，長江水系北部與珠江水系南部的強烈侵蝕作用，形成了高原—峽谷地貌結構，常以地貌侵蝕循環裂點型瀑布為區分特徵。此種地貌結構由兩個顯著不同但密切相關的地貌單元組成——高原區與峽谷區。在此特殊區域單元背景下，黃果樹風景名勝區形成了地貌類型、發育演化、景觀特徵、生存環境、人類聚落、土地利用及區域文化截然不同卻緊密聯繫的整體。 |
| 貴州三疊紀化石遺址群                                                                           | 博物館展示的海生爬行動物化石                         | 貴州省                                                                                           | 2019年   | viii 自                            | 此項目是由一系列化石寶庫組成，包含豐富、完整且保存完好的中生代早期化石，包括海生爬行動物、魚類、海百合、菊石、雙殼類、腕足動物及節肢動物等。該提名地位於亞熱帶地區，整體呈現獨特的演化序列，從中三疊世安尼期的盤縣動物群、中三疊世拉丁期的興義動物群，到晚三疊世卡尼期的關嶺生物群，展現了獨特的古生物與古地理特徵。貴州三疊紀化石遺址群是二疊紀—三疊紀滅絕事件後海洋生物與生態系統演化的傑出實證標誌，其化石以多樣性高、物種豐富、完整性強及保存精美為特徵，完整呈現了中生代早期海洋生物從大滅絕後死寂到開始復甦、輻射、達到高峰並建立穩定新生態系統的演化序列。貴州三疊紀化石遺址群地理位置特殊，位於全球兩大洋（特提斯洋與泛大洋）交界處，連接西特提斯生物地理區與東泛大洋。上述特徵表明，該提名地是全球中、晚三疊世海洋生物最重要的化石起源地，具有重大科學研究與保護價值。 |
| 海南熱帶雨林與黎族傳統聚落                                                                     | 森林覆蓋的山脈                                       | 海南省                                                                                           | 2022年   | iii、v、x 自文                     | 此項目位於海南島中南部，既是眾多海南島全球瀕危特有物種的庇護所，也是黎族世代聚居並適應特殊自然條件、建立人與自然和諧關係的主要區域。從自然角度而言，該提名遺產具有獨特的物種群系與棲息地景觀。遺產所在海南島地處北部灣東北側，與中國大陸隔瓊州海峽相望，屬印緬生物多樣性熱點中的「中國南部雨林生物地理省」，是該區域唯一的大型島嶼。海南島形成於印支板塊與華夏板塊碰撞時期，自新元古代（2300萬年前至今）與華南板塊分離。島嶼陸地曾長期與大陸相連，其動植物區系與北部灣沿岸的華南地區及越南北部高度關聯，同屬全球生物多樣性最豐富的區域之一。另一方面，由於海南島與大陸分離已逾千萬年，儘管冰期曾間歇性連接，生物群落與生態系統仍獨立演化為獨特的山地生態系統，孕育大量特有物種。這裡的生態系統與物種在全球地質史暖期與大陸隔離演化，展現出顯著的多樣性與獨特性。該提名遺產以五指山為核心，地勢自中部山體向周邊漸次降低，形成環狀地貌結構。 |
| 福建閩江河口：海洋與陸地生物地理區的複合生態區                                                 | 設有漁場的河流                                       | 福建省                                                                                           | 2022年   | x 自                               | 閩江作為福建省最大獨立水系，亦是中國大陸東南沿海相對較大的獨立水系。其上游支流多發源於武夷山脈，中游流經大片紅砂岩與花崗岩剝蝕區，最終於福州長樂區東北注入東海。閩江流域在自然美學、地質地貌、生物生態過程及生物多樣性方面具有突出的全球性價值，並獲國際認可。武夷山世界文化與自然遺產及中國丹霞世界自然遺產福建泰寧片區均位於閩江流域。此外，閩江河口處於生物地理分區的特殊位置，其濕地與周邊近岸水域為多種全球瀕危物種（尤其是候鳥）提供了關鍵棲息地。在數千年來自然力量與人類活動的共同作用下，此處濕地與近海區域仍孕育著豐富而獨特的生物多樣性，成為東亞-澳大利亞遷飛區各類候鳥、西北太平洋近岸遷徙的大型海洋生物以及沿海農漁傳統社區賴以生存的基礎。閩江河口的濕地與海域構成了一個特殊場域——這條蘊含豐富突出普世價值的大河在此匯入太平洋，同時串聯起兩個陸地與兩個海洋生態區。更重要的是，此地不僅能讓人窺見中國大陸東部海岸活躍的自然演替進程，更為人類探索與陸海生態系統共存、實現永續發展提供了可能。 |
| 甘肅和政哺乳動物化石遺址                                                                       | 古代象類親戚的化石牙齒                               | 甘肅省                                                                                           | 2024年   | viii 自                            | 此項目位於青藏高原東北緣與黃土高原交匯處的臨夏盆地，地處甘肅省蘭州市以南約100公里，屬於隴中盆地的一部分。臨夏盆地處於東部季風區、西部乾旱區與青藏高原高寒區三大自然帶的交匯處，地貌上位於中國大陸第一級與第二級地形階梯的過渡帶，全境屬北溫帶大陸性氣候。提名遺產內化石遺址眾多，最豐富的哺乳動物化石群集中於甘肅臨夏盆地的和政縣、廣河縣與東鄉縣，代表物種包括晚漸新世的巨犀動物群、中中新世的鏟齒象動物群、晚中新世的三趾馬動物群及早更新世的真馬動物群，是中國大陸最著名的化石產地之一。迄今，和政地區已從100多處化石點發掘逾4萬件化石標本，使其成為中國乃至歐亞大陸哺乳動物化石最豐富的區域。和政發現的脊椎動物化石涵蓋爬行類、鳥類及哺乳類，分屬17目250餘屬種，含80多個新屬種，地質年代橫跨3000萬至200萬年前。其中，和政樺林地區保存的三趾馬動物群最具代表性，出土的大量哺乳動物化石是研究該動物群的全球最佳標本，具不可替代性。因此，提名區域已成為研究青藏高原相關地質、地貌、生物演替及氣候環境變遷的熱點，研究機構基於此地成果發表了數千篇學術著作。 |
| 貴州雙河溶洞                                                                                   | 不適用                                               | 貴州省                                                                                           | 2025年   | vii、viii 自                       | 貴州雙河溶洞位於中國大陸西南部貴州省北部的遵義市，主體部分位於綏陽縣，緩衝區部分位於正安縣。該地區地處雲貴高原東部，屬於大婁山東北支脈。地形整體呈現高原山地景觀，由西南向東北逐漸降低，海拔高度在650米至1762米之間。最高峰為太陽山，海拔1762米。該地區以中亞熱帶季風氣候為特徵，四季分明、氣候溫和宜人。多年平均氣溫為15.1℃。洞內年平均氣溫約為13℃。年平均降水量約為1139毫米，主要集中在4月至10月。貴州雙河洞位於烏江一級支流芙蓉江流域，以金鐘山為分水嶺。芙蓉江流域內有20多條河流溪流。岩溶泉與地下河發育良好。赤武河發源於雙河洞區域，是芙蓉江的一級支流，其水文過程與雙河洞密切相關。豐富的水源孕育了多樣的生物群落，形成了獨特的地下生態系統；洞內水流形成多級瀑布，進一步豐富了地下景觀。 |
| 張掖彩色丘陵                                                                                   | 紅白條紋相間的岩石丘陵                               | 甘肅省                                                                                           | 2025年   | vii、viii 自                       | 提名地位於中國大陸西部甘肅省張掖市，以肅南裕固族自治縣為中心，並略微延伸至臨澤縣與甘州區。整體位於青藏高原東北緣前陸斷裂帶與河西走廊過渡帶、祁連造山帶與阿拉善地塊交界處。地處中緯度大陸內陸，具有大陸性乾旱氣候特徵：日照充足、太陽輻射強、晝夜溫差大、四季分明。提名地由白堊紀早前多色河湖相岩層經褶皺作用形成，包含下白堊統新民堡群上段、景觀地層、敖河褶皺南翼及彩色丘陵地貌。提名地面積4,646公頃，緩衝區4,148公頃。 |